# Galassia

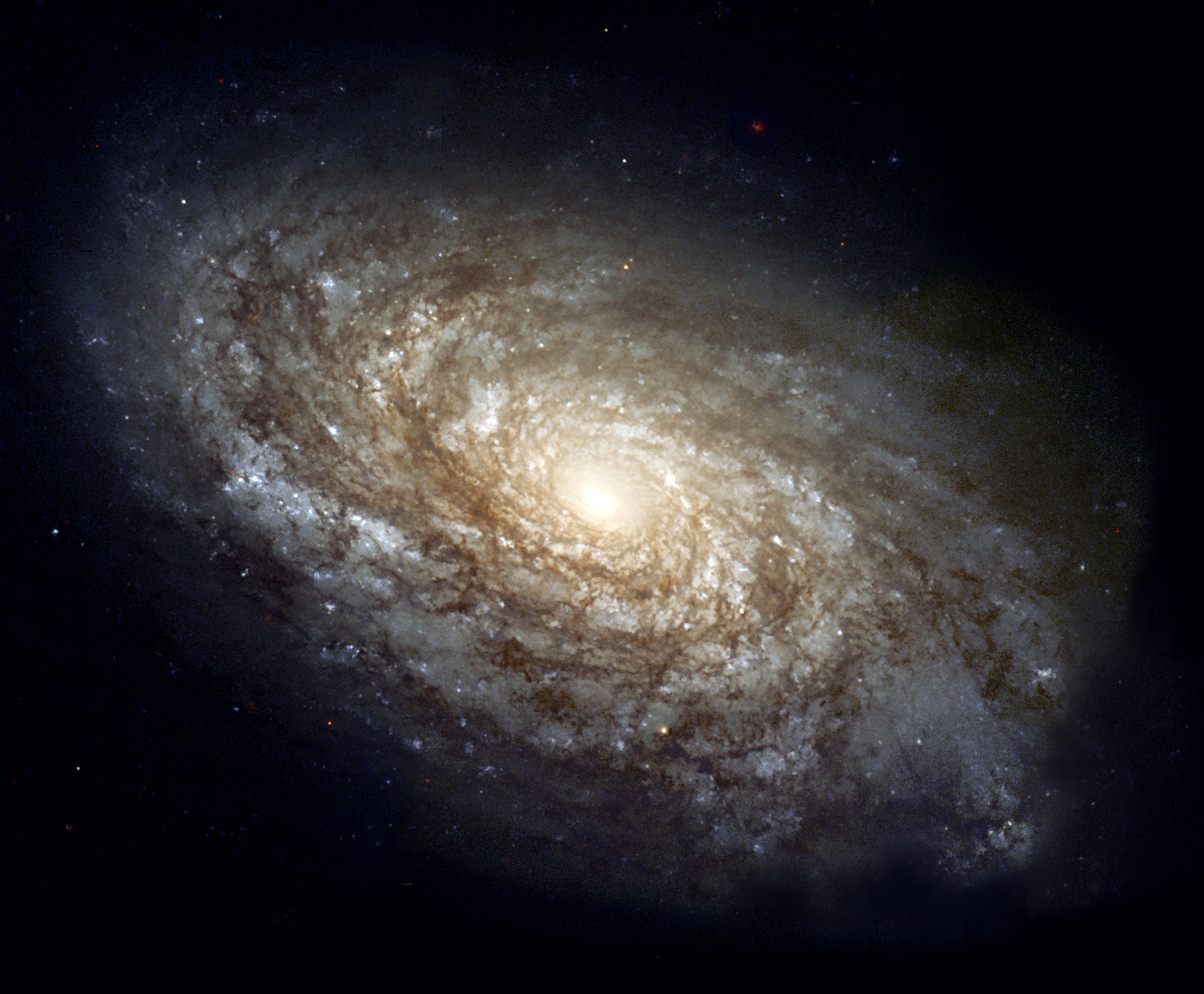
NGC 4414, una tipica galassia spirale nella costellazione della Chioma di Berenice; possiede un diametro di circa 17.000 parsec e dista circa 20 milioni di parsec da noi. Telescopio spaziale HubbleNASA/ESA.

Una galassia è un grande insieme di stelle, sistemi, ammassi ed associazioni stellari, gas e polveri (che formano il mezzo interstellare), legati dalla reciproca forza di gravità. Il nome deriva dal greco antico γαλαξίας?, galaxìas ("di latte", "latteo"), in riferimento alla Via Lattea, la galassia a cui appartiene il sistema solare e la prima osservata.
Le galassie sono oggetti vastissimi di dimensioni estremamente variabili; variano dalle più piccole galassie nane, contenenti poche centinaia di milioni di stelle, alle galassie giganti che contengono un numero di stelle nell'ordine di centomila miliardi, orbitanti attorno a un comune centro di massa.
Non tutti i sistemi massicci auto-gravitanti costituiti da stelle vengono definiti galassie; il limite dimensionale inferiore, convenzionalmente, per la definizione di galassia è un ordine di massa di 106 masse solari, criterio per cui gli ammassi globulari e gli altri ammassi stellari non sono galassie. Non è definito un limite superiore, tutte le galassie osservate comunque non superano una dimensione massima di circa 1013 masse solari.
Le galassie sono state categorizzate secondo la loro forma apparente (o morfologia visuale) in tre tipologie principali: ellittiche, a spirale, e irregolari (o peculiari). Le galassie ellittiche sono la forma più semplice, sono prive di strutture a eccezione del gradiente di luminosità dal centro alla periferia, appaiono visivamente come ellissi dai contorni sfumati con ellitticità variabile, e sono in effetti ellissoidi. Le galassie a spirale possiedono invece una forma discoidale sul cui piano si sviluppano delle strutture spiraliformi che si dipartono da un rigonfiamento centrale detto nucleo. Si possono presentare alla nostra osservazione da qualsiasi inclinazione. Le galassie di forma irregolare o insolita sono dette galassie peculiari. Tali categorie morfologiche sono a loro volta suddivise in ulteriori sotto-categorie, e vi sono anche galassie discoidali con alcune caratteristiche intermedie fra le galassie ellittiche e quelle a spirale. Le galassie, di tutte le tipologie, sono in genere dotate di un alone, ovvero una regione di spazio molto grande dai contorni sfumati in cui sono presenti, con bassa densità, oggetti che gravitano intorno alla struttura principale, inclusi ammassi globulari e, talvolta, galassie nane.
La forma delle galassie è influenzata da fattori esterni, cioè dalla presenza di altre galassie. Le galassie irregolari solitamente sono il risultato di deformazioni prodotte da interazioni mareali con le galassie vicine o da collisioni. Se le interazioni sono particolarmente intense, come per esempio tra strutture galattiche molto vicine tra loro, può aver luogo la fusione di due galassie, che può dare luogo alla formazione di una galassia irregolare. La collisione tra due galassie può dare origine a intensi fenomeni di formazione stellare (starburst).
Le galassie si differenziano tra loro anche per il colore, che è correlato alla popolazione di stelle prevalente, e la loro forma apparente può risultare diversa a seconda della lunghezza d'onda dello spettro elettromagnetico in cui le si osserva: per esempio una galassia irregolare può mostrare regioni e strutture che appaiono nell'infrarosso o nell'ultravioletto e che la fanno apparire diversa se osservata in queste lunghezze d'onda rispetto alla sua forma in luce visibile.
Le galassie sono gli oggetti più numerosi nell'universo osservabile. Uno studio del 2021 stima il loro numero in alcune centinaia di miliardi (1011).

## Numero di galassie
Nell'universo osservabile visibile sono presenti sicuramente più di 2 000 miliardi di galassie, grazie alle osservazioni pubblicate nell'ottobre 2016 che superano la passata stima dell'Hubble Ultra Deep field (che ne calcolava circa cento fino a quattrocento miliardi al massimo); tuttavia, secondo nuove stime, il numero ipotetico di galassie nell'universo estrapolato dalla struttura del cosiddetto Cosmical Optical Background a oggi noto, risulterebbe solo una frazione con un numero più alto di almeno uno o due ordini di grandezza (che attualmente non ci permetterebbero di numerarle poiché solamente contandole anche con l'ausilio di intelligenza artificiale si eccederebbe la durata della vita umana) ed inoltre approssimativamente un altro 90% delle galassie nell'universo osservabile risulterebbe secondo stime statistiche non rilevabile con i telescopi di cui disponiamo oggi, ancora troppo poco potenti. Gran parte di esse ha un diametro compreso fra 1 000 e 100 000 parsec e sono di solito separate da distanze dell'ordine di milioni di parsec (megaparsec, Mpc). Lo spazio intergalattico è parzialmente colmato da un tenuissimo gas, la cui densità è inferiore a un atomo al metro cubo. Nella maggior parte dei casi, le galassie nell'Universo sono organizzate secondo precise gerarchie associative, dalle più piccole associazioni, formate da alcune galassie, agli ammassi, che possono essere formati anche da migliaia di galassie. Tali strutture, a loro volta, si associano nei più imponenti superammassi galattici. Queste grandi strutture sono di solito disposte all'interno di enormi correnti (come la cosiddetta Grande Muraglia) e filamenti, che circondano immensi vuoti dell'Universo.
Sebbene la questione non sia ancora del tutto ben chiara, la materia oscura sembra costituire circa il 90% della massa di gran parte delle galassie a spirale, mentre per le galassie ellittiche si ritiene che questa percentuale sia minore, variando fra lo 0 e circa il 50%. I dati provenienti dalle osservazioni inducono a pensare che al centro di molte galassie, sebbene non di tutte, esistano dei buchi neri supermassicci; la presenza di questi singolari oggetti spiegherebbe l'attività del nucleo delle galassie cosiddette attive. Tuttavia la loro presenza non implica necessariamente che la galassia che li ospiti sia attiva, dato che anche la Via Lattea molto probabilmente nasconde nel suo nucleo un buco nero massivo di nome Sagittarius A*.

## Etimologia

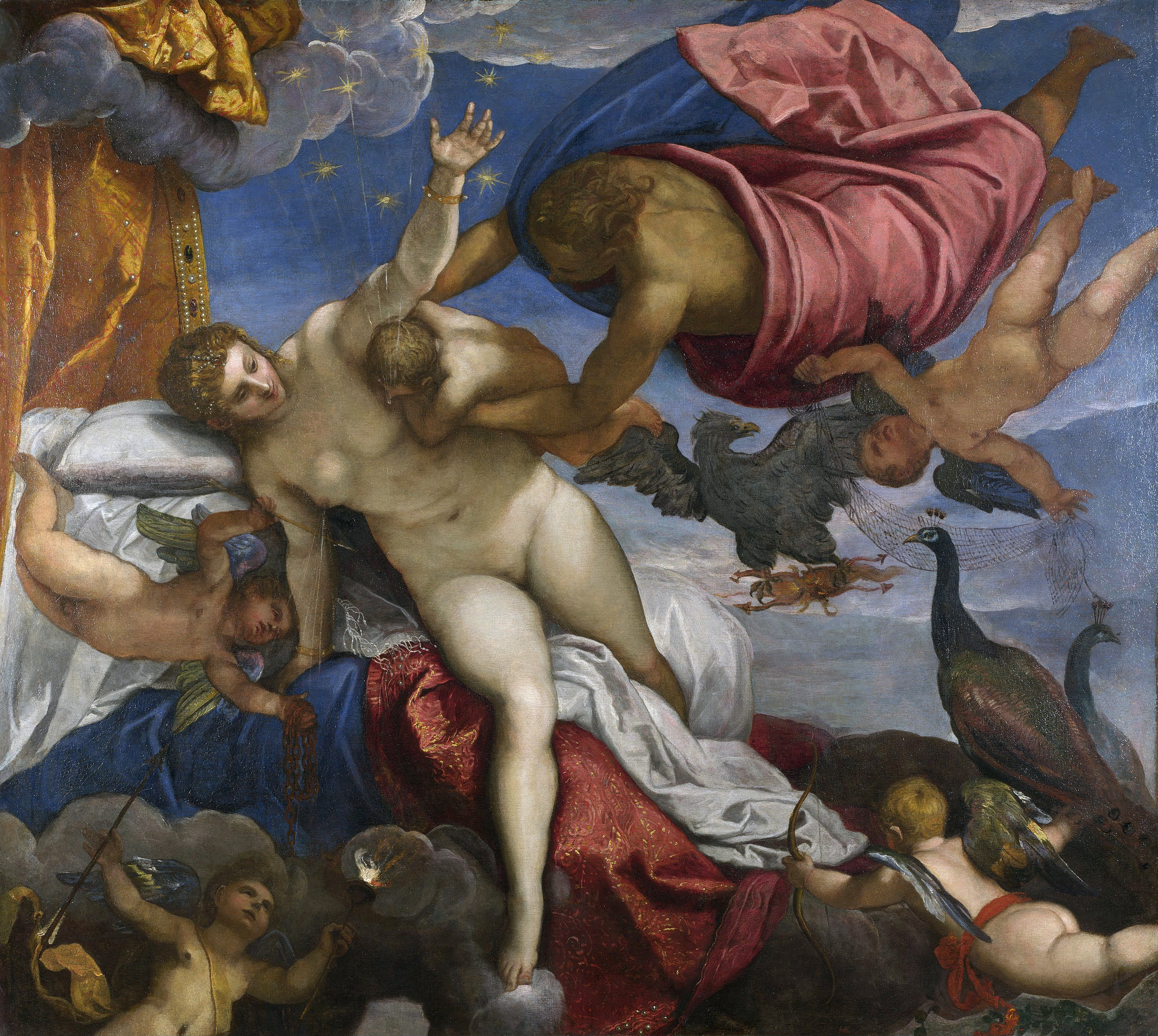
L'origine della Via Lattea di Jacopo Tintoretto.

La parola "galassia" deriva dal termine greco che indicava la Via Lattea, Γαλαξίας (Galaxìas), che significa per l'appunto "latteo", o anche κύκλος γαλακτικός (kyklos galaktikòs), con il significato di "circolo galattico". Il nome deriva da un episodio piuttosto noto della mitologia greca. Zeus, invaghitosi di Alcmena, dopo avere assunto le fattezze del marito, il re di Trezene Anfitrione, ebbe un rapporto con lei, che rimase incinta. Dal rapporto nacque Eracle, che Zeus decise di porre, appena nato, nel seno della sua consorte Era mentre lei era addormentata, cosicché il bambino potesse bere il suo latte divino per diventare immortale. Era si svegliò durante l'allattamento e si rese conto che stava nutrendo un bambino sconosciuto: respinse allora il bambino e il latte, sprizzato dalle mammelle, schizzò via, andando a bagnare il cielo notturno; si sarebbe formata in questo modo, secondo gli antichi Greci, la banda chiara di luce nota come "Via Lattea".
Quando William Herschel compilò il suo catalogo degli oggetti del cielo profondo, usò la locuzione nebulosa spirale per descrivere le caratteristiche di alcuni oggetti di aspetto nebuloso, come la Galassia di Andromeda; queste "nebulose" furono in seguito riconosciute, quando si iniziò a scoprirne la distanza, come immensi agglomerati di stelle estranei alla Via Lattea; ebbe così origine la teoria degli "universi-isola". Tuttavia, tale teoria cadde presto in disuso, poiché per "Universo" si intendeva la totalità dello spazio, con all'interno tutti gli oggetti osservabili, così si preferì adottare il termine galassia. Di fatto, da un punto di vista strettamente etimologico, i termini "galassia" e "Via Lattea" sono analoghi.

## Osservazione

### Osservazione amatoriale

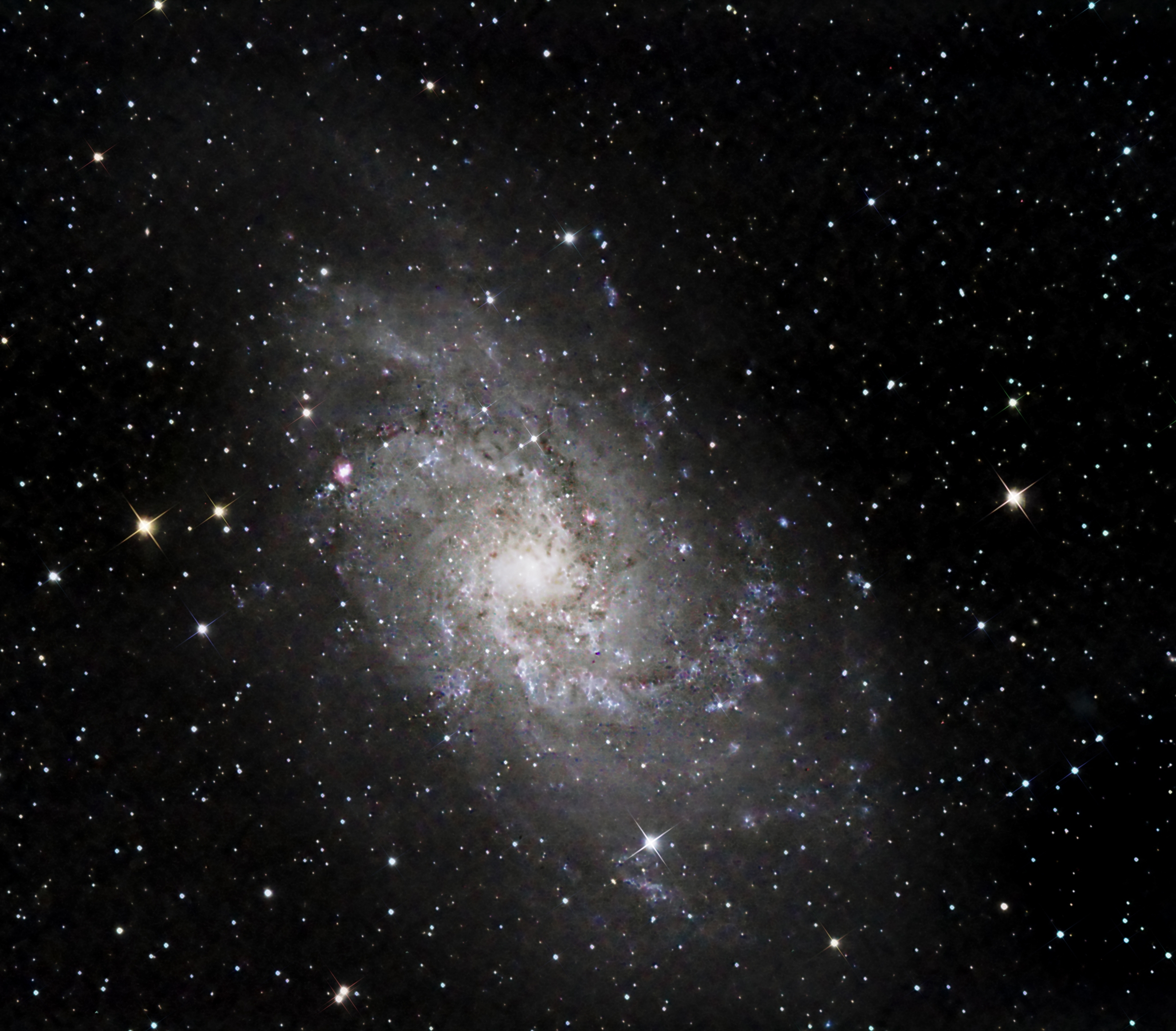
La Galassia del Triangolo, una delle galassie più vicine alla Via Lattea.

L'osservazione amatoriale delle galassie, rispetto ad altri oggetti del profondo cielo, è resa difficoltosa da due fattori principali: A) la grandissima distanza che ci separa da esse, che fa in modo che solo le più vicine siano visibili con relativa facilità, quindi la loro luminosità superficiale, in genere molto debole. B) molte delle galassie più vicine a noi sono galassie nane di piccole dimensioni, formate solo da alcuni milioni di stelle, visibili solo con un potente telescopio (e non è un caso che molte di queste siano state scoperte solo in tempi recenti).
Oltre alla Via Lattea, la galassia all'interno della quale si trova il nostro sistema solare, solo altre tre sono visibili a occhio nudo: le Nubi di Magellano (Grande e Piccola Nube di Magellano), visibili solamente dall'emisfero australe del nostro pianeta, si presentano come macchie irregolari, quasi dei frammenti staccati della Via Lattea, la cui scia luminosa corre a breve distanza; si tratta di due galassie molto vicine, orbitanti attorno alla nostra; tra le galassie giganti invece, l'unica visibile a occhio nudo è la Galassia di Andromeda, osservabile principalmente dall'emisfero boreale terrestre. È la galassia gigante più vicina a noi e anche l'oggetto più lontano visibile a occhio nudo: si presenta come un alone chiaro allungato, privo di dettagli. La Galassia del Triangolo, una galassia spirale di medie dimensioni poco più lontana di Andromeda, risulta già invisibile a occhio nudo, rivelandosi solo con un binocolo nelle notti più limpide. Tra le galassie prossime al nostro Gruppo Locale alcune degne di nota sono in direzione della costellazione dell'Orsa Maggiore (M82 e M81), ma già sono visibili solo con un telescopio amatoriale.

### Osservazione a più lunghezze d'onda

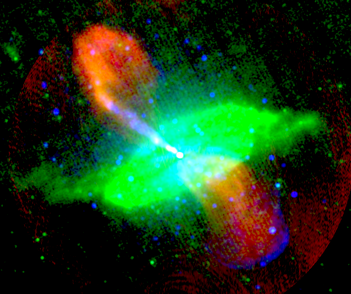
Immagine composita che mostra la radiogalassia Centaurus A nei raggi X, nell'infrarosso a 24 μm e nelle onde radio.

Dopo la scoperta, nei primi decenni del XX secolo, che le cosiddette nebulose spiraliformi erano entità distinte (chiamate galassie o universi-isola) dalla Via Lattea, si sono condotte numerose osservazioni volte a studiare tali oggetti, principalmente alle lunghezze d'onda della luce visibile. Il picco di radiazione di gran parte delle stelle, infatti, ricade entro questo range; pertanto l'osservazione delle stelle che formano le galassie costituiva la quasi totalità dell'astronomia ottica. Alle lunghezze d'onda del visibile è possibile osservare in maniera ottimale le regioni H II (costituite da gas ionizzato), allo scopo di esaminare la distribuzione delle polveri all'interno dei bracci delle galassie a spirale.
La polvere cosmica, presente nel mezzo interstellare, è però opaca alla luce visibile, mentre risulta già più trasparente all'infrarosso lontano, utilizzato per osservare nel dettaglio le regioni interne delle nubi molecolari giganti, sede di intensa formazione stellare, ed i centri galattici. Gli infrarossi sono anche utilizzati per osservare le galassie più lontane, che mostrano un alto spostamento verso il rosso; esse ci appaiono come dovevano presentarsi poco dopo la loro formazione, nei primi stadi dell'evoluzione dell'Universo. Tuttavia, poiché il vapore acqueo e il diossido di carbonio della nostra atmosfera assorbono una parte rilevante della porzione utile dello spettro infrarosso, per le osservazioni nell'infrarosso sono usati solamente telescopi ad alta quota o in orbita nello spazio.
Il primo studio sulle galassie, in particolare su quelle attive, non basato sulle frequenze del visibile fu condotto tramite le radiofrequenze; l'atmosfera è infatti quasi totalmente trasparente alle onde radio di frequenza compresa fra 5 MHz e 30 GHz (la ionosfera blocca i segnali al di sotto di questa fascia). Grandi radiointerferometri sono stati usati per mappare i getti emessi dai nuclei delle galassie attive. I radiotelescopi sono in grado di osservare l'idrogeno neutro, includendo, potenzialmente, anche la materia non ionizzata dell'Universo primordiale collassata in seguito nelle galassie.
I telescopi a raggi X e a ultravioletti possono inoltre osservare fenomeni galattici altamente energetici. Un intenso brillamento (flare) agli ultravioletti fu osservato nel 2006 mentre una stella di una galassia distante era catturata dal forte campo gravitazionale di un buco nero. La distribuzione del gas caldo negli ammassi galattici può essere mappata attraverso i raggi X; infine, l'esistenza dei buchi neri supermassicci nei nuclei delle galassie fu confermata proprio attraverso l'astronomia a raggi X.

## Storia delle osservazioni

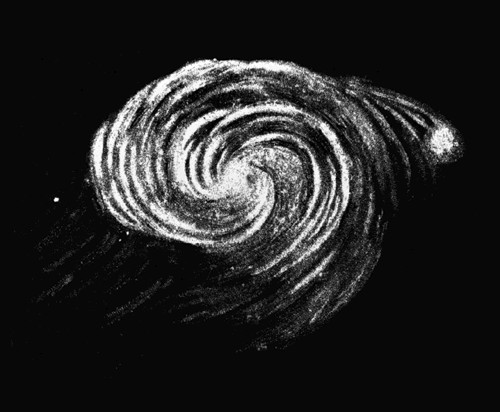
Schizzo della Galassia Vortice eseguito da Lord Rosse nel 1845.

La scoperta che il Sole è all'interno di una galassia, e che vi sono innumerevoli altre galassie, è strettamente legata alla scoperta della vera natura della Via Lattea.
Prima dell'avvento del telescopio gli oggetti lontani come le galassie erano del tutto sconosciuti, data la loro bassa luminosità e la grande distanza. Alle civiltà classiche poteva essere nota soltanto una macchia chiara in direzione della costellazione di Andromeda (quella che fu per lungo tempo chiamata "Grande Nube di Andromeda"), visibile senza difficoltà a occhio nudo, ma la cui natura era del tutto ignota. Le due Nubi di Magellano, le altre galassie visibili a occhio nudo, possedevano una declinazione troppo meridionale perché potessero essere osservate dalle latitudini temperate boreali. Furono sicuramente osservate dalle popolazioni dell'emisfero sud, ma da parte loro ci sono giunti pochi riferimenti scritti.
Il primo tentativo di catalogare quelli che allora erano chiamati "oggetti nebulosi" risale all'inizio del XVII secolo, a opera del siciliano Giovan Battista Hodierna, che inserì nel suo catalogo De Admirandis Coeli Characteribus del 1654 anche alcune di quelle che in seguito sarebbero state chiamate "galassie". Verso la fine del XVIII secolo, l'astronomo francese Charles Messier compilò un catalogo delle 109 nebulose più luminose, seguito poco dopo da un catalogo, che comprendeva altre 5 000 nebulose, stilato dall'inglese William Herschel. Herschel fu inoltre il primo a tentare di descrivere la forma della Via Lattea e la posizione del Sole al suo interno; nel 1785 compì un conteggio scrupoloso del numero di stelle in seicento regioni differenti del cielo dell'emisfero boreale; egli notò che la densità stellare aumentava man mano che ci si avvicinava a una determinata zona del cielo, coincidente con il centro della Via Lattea, nella costellazione del Sagittario. Suo figlio John ripeté poi le misurazioni nell'emisfero meridionale, giungendo alle stesse conclusioni. Herschel senior disegnò poi un diagramma della forma della Galassia, considerando però erroneamente il Sole nei pressi del suo centro.
Nel 1845 William Parsons costruì un nuovo telescopio che gli permise di distinguere le galassie ellittiche da quelle spirali; riuscì inoltre a distinguere sorgenti puntiformi di luce (ovvero delle stelle) in alcune di queste nebulose, dando credito all'ipotesi del filosofo tedesco Immanuel Kant, che riteneva che alcune nebulose fossero in realtà galassie distinte dalla Via Lattea. Nonostante questo, le galassie non furono universalmente accettate come entità separate dalla Via Lattea finché Edwin Hubble non risolse definitivamente la questione nei primi anni venti del XX secolo.

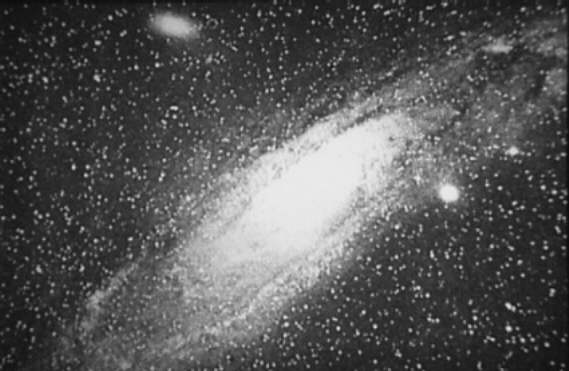
Fotografia della "Grande Nebulosa di Andromeda" risalente al 1899, in seguito identificata con la Galassia di Andromeda.

Nel 1917 Heber Curtis osservò la supernova S Andromedae all'interno della "Grande Nebulosa di Andromeda" (M31); cercando poi con accuratezza nei registri fotografici ne scoprì altre undici. Curtis determinò che la magnitudine apparente di questi oggetti era 10 volte inferiore di quella che raggiungono gli oggetti all'interno della Via Lattea. Come risultato egli calcolò che la "nebulosa" dovesse trovarsi a una distanza di circa 150 000 parsec; Curtis divenne così sostenitore della teoria degli "universi isola", che affermava che le nebulose di forma spirale erano in realtà galassie simili alla nostra, ma separate. Nel 1920 ebbe luogo il Grande Dibattito tra Harlow Shapley e Heber Curtis sulla natura della Via Lattea, delle nebulose spiraliformi e sulle dimensioni generali dell'Universo. Per supportare l'ipotesi che la Grande Nebulosa di Andromeda fosse in realtà una galassia esterna, Curtis indicò la presenza di macchie scure, situate nel piano galattico di Andromeda, simili alle nebulose oscure osservabili nella Via Lattea, e fece notare anche il notevole spostamento della galassia secondo l'effetto Doppler.
Il problema fu definitivamente risolto da Edwin Hubble nei primi anni venti, grazie all'uso del nuovo e più potente telescopio Hooker, situato presso l'osservatorio di Monte Wilson. Lo scienziato americano fu in grado di risolvere le parti esterne di alcune nebulose spiraliformi come insiemi di stelle e tra esse identificò alcune variabili Cefeidi, che lo aiutarono a stimare la distanza di queste nebulose: queste si rivelarono troppo distanti per essere parte della Via Lattea. Nel 1936 lo stesso Hubble ideò un sistema di classificazione per le galassie ancora usato ai nostri giorni: la sequenza di Hubble.

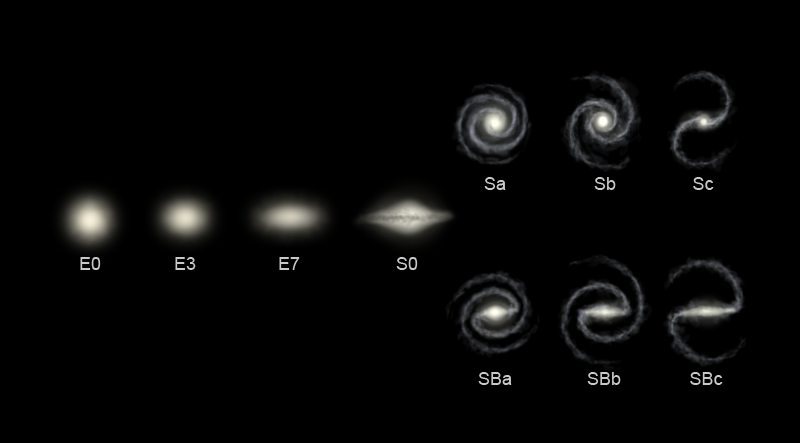
La sequenza di Hubble. La E indica le galassie ellittiche; la S le spirali semplici; SB le spirali barrate.

## Tipi e morfologia

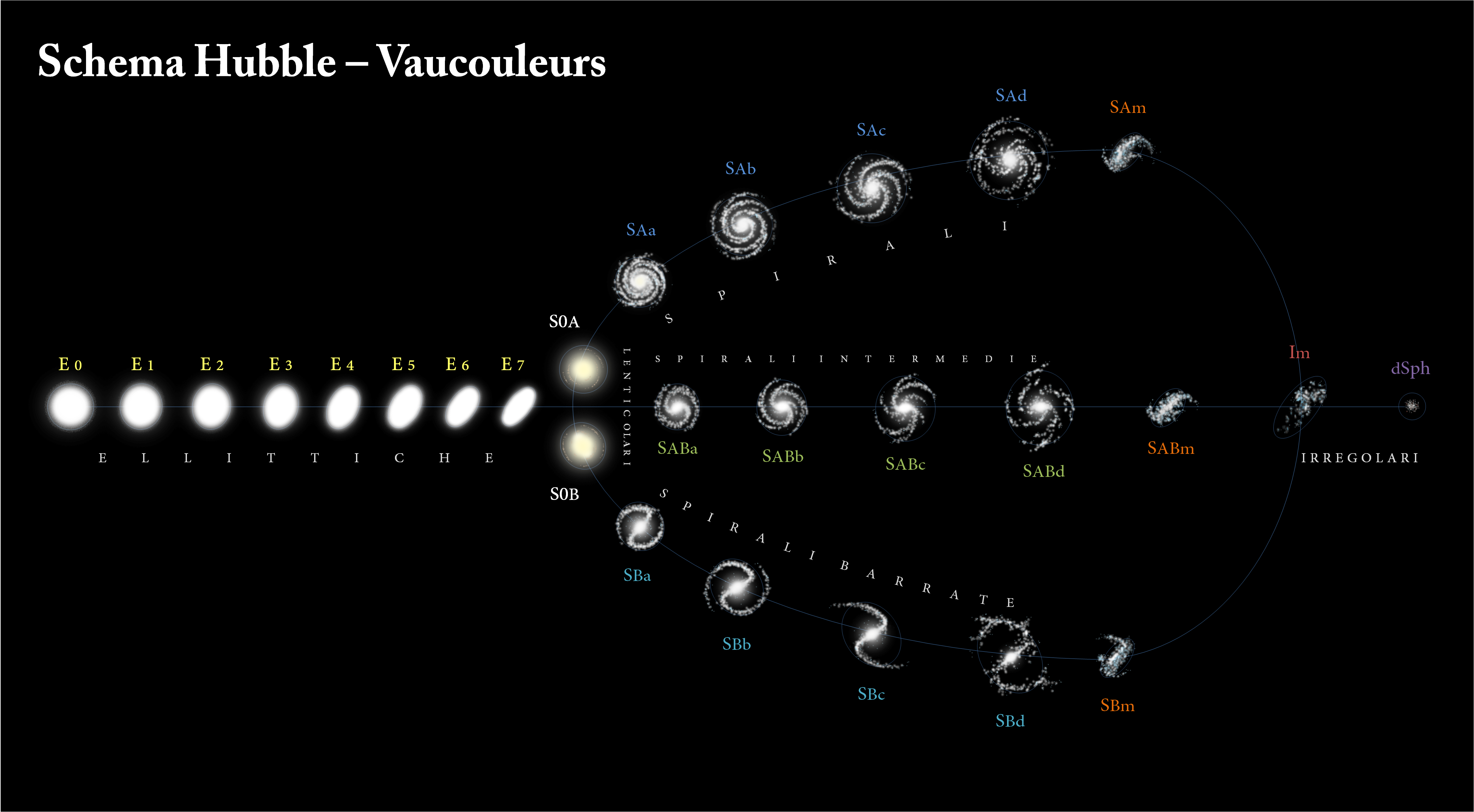
Sequenza di Hubble-Vaucouleurs

Lo schema classificativo della Sequenza di Hubble si basa sulla morfologia visuale delle galassie; esse si suddividono in tre tipi principali: ellittiche, spirali e irregolari. Dato che tale sequenza si basa esclusivamente su osservazioni di tipo prettamente morfologico visivo, essa non tiene in considerazione alcune delle caratteristiche più importanti delle galassie, quali il tasso di formazione stellare delle galassie starburst e l'attività nel nucleo delle galassie attive.

### Ellittiche

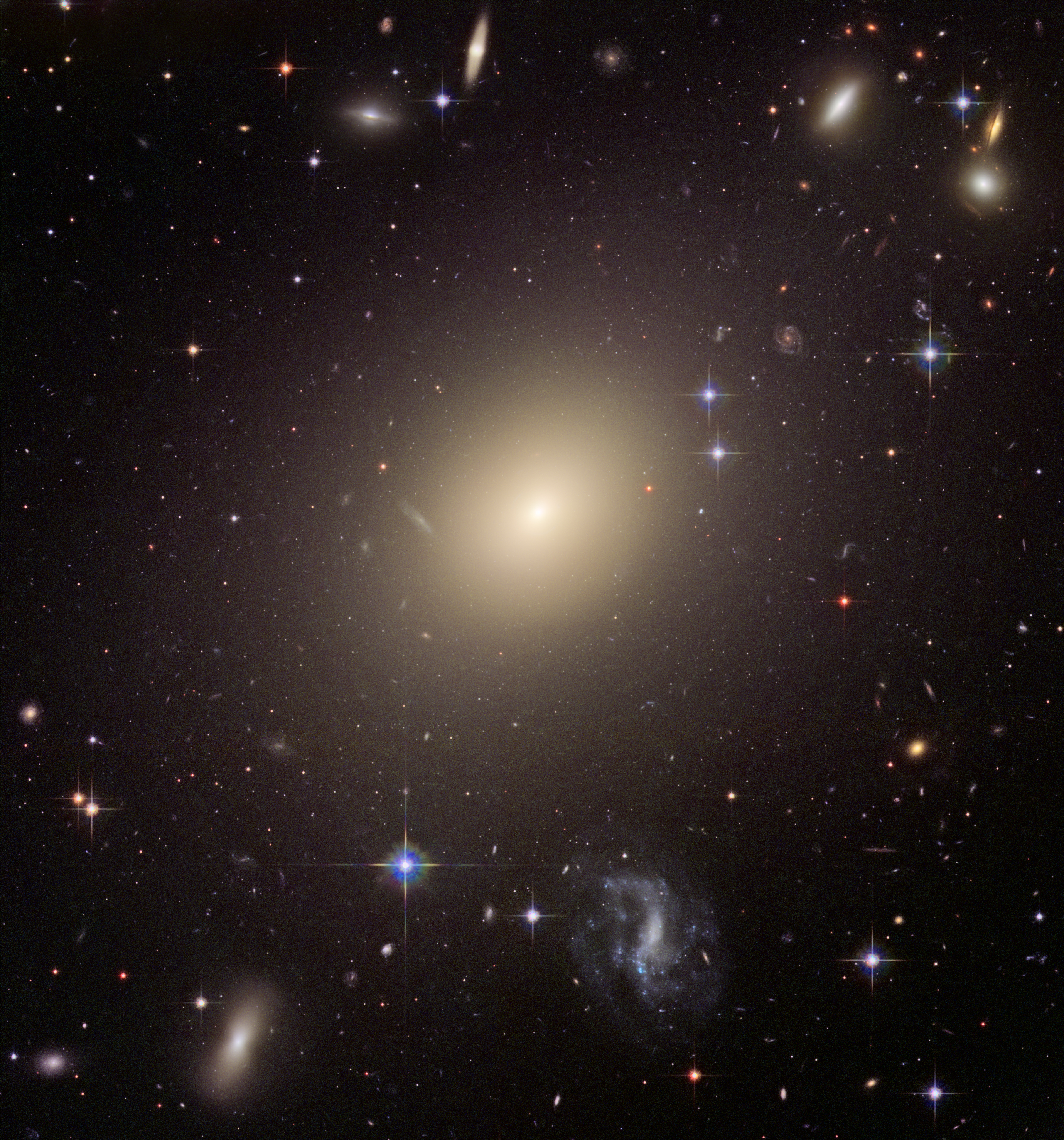
La galassia ellittica gigante ESO 325-G004. Telescopio spaziale Hubble/NASA/ESA.

Il sistema di classificazione di Hubble considera le galassie come "ellittiche" (indicate dalla lettera "E") in base alla loro ellitticità, ossia alla loro apparenza sferica più o meno allungata; la scala di misura parte dalla classe E0, indicante le galassie di aspetto quasi sferico, alla classe E7, fortemente allungate. Queste galassie hanno un profilo ellissoidale, che conferisce loro un'apparenza più o meno ellittica a seconda dell'angolo di visuale. All'apparenza mostrano pochi dettagli e in genere possiedono al loro interno una quantità relativamente bassa di materia interstellare. Di conseguenza queste galassie possiedono un numero esiguo di ammassi aperti e un tasso ridotto di formazione stellare; sono formate anzi da stelle generalmente piuttosto vecchie ed evolute, orbitanti attorno a un centro comune di gravità secondo direzioni casuali. Tali caratteristiche le rendono in parte simili ai ben più piccoli ammassi globulari.
Le galassie più imponenti sono dette ellittiche giganti. Si pensa che molte galassie ellittiche si siano formate a causa di interazioni fra galassie, che terminano nella collisione e nella successiva fusione dell'una nell'altra; come conseguenza di ciò possono crescere di dimensioni fino a raggiungere il diametro delle galassie spirali, ma con un numero di stelle decisamente superiore. Le galassie ellittiche giganti sono spesso presenti al centro di grandi ammassi di galassie, di cui spesso costituiscono i componenti più massicci, dove le interazioni tra singole galassie possono avvenire più frequentemente. Le galassie starburst sono il risultato di collisioni galattiche che possono dar luogo a una galassia ellittica.

### Spirali

la Galassia Sombrero, un esempio di galassia spirale priva di barra. Telescopio spaziale Hubble/NASA/ESA.

Le galassie spirali consistono in un disco di stelle e materia interstellare rotante attorno a un centro, simile per composizione e caratteristiche a una galassia ellittica, in quanto è composto da stelle generalmente di età avanzata. All'esterno del centro, chiamato bulge (o rigonfiamento centrale), si trovano i bracci di spirale, relativamente luminosi. Nello schema di classificazione di Hubble, le galassie spirali sono indicate con la lettera S, seguita dalle lettere minuscole a, b o c, che indicano il grado di spessore dei bracci di spirale e la dimensione del bulge centrale. Una galassia di tipo Sa possiede dei bracci molto ben avvolti e poco definiti ed un nucleo centrale relativamente grande; viceversa, una galassia di tipo Sc ha dei bracci ben definiti ed un rigonfiamento centrale molto ridotto.
Nelle galassie a spirale i bracci hanno un andamento simile a quello di una spirale logaritmica, una figura che si può teoricamente mostrare come risultato di un disturbo nella rotazione uniforme della massa di stelle. Come le stelle, i bracci di spirale ruotano attorno al centro, ma con una velocità angolare che varia da punto a punto: questo significa che le stelle transitano all'interno e all'esterno dei bracci di spirale, e la loro velocità di rivoluzione diminuisce nelle stelle che si trovano nelle regioni esterne ai bracci, mentre è più rapida per le stelle che vi si trovano all'interno. Si pensa che i bracci di spirale siano delle aree ad alta densità di materia, o meglio delle onde di densità. Come le stelle si muovono attraverso il braccio, la velocità spaziale di ciascuna di esse viene modificata dalle forze gravitazionali della densità più elevata; questa velocità ridiminuisce come le stelle riescono dal braccio di spirale. Questo effetto a "onda" può essere paragonato a un punto di traffico intenso di un'autostrada, con le auto costrette a rallentare in determinati punti. I bracci di fatto sono visibili a causa della loro alta densità, che facilita per altro la formazione stellare, e spesso nascondono al loro interno stelle giovani e luminose.

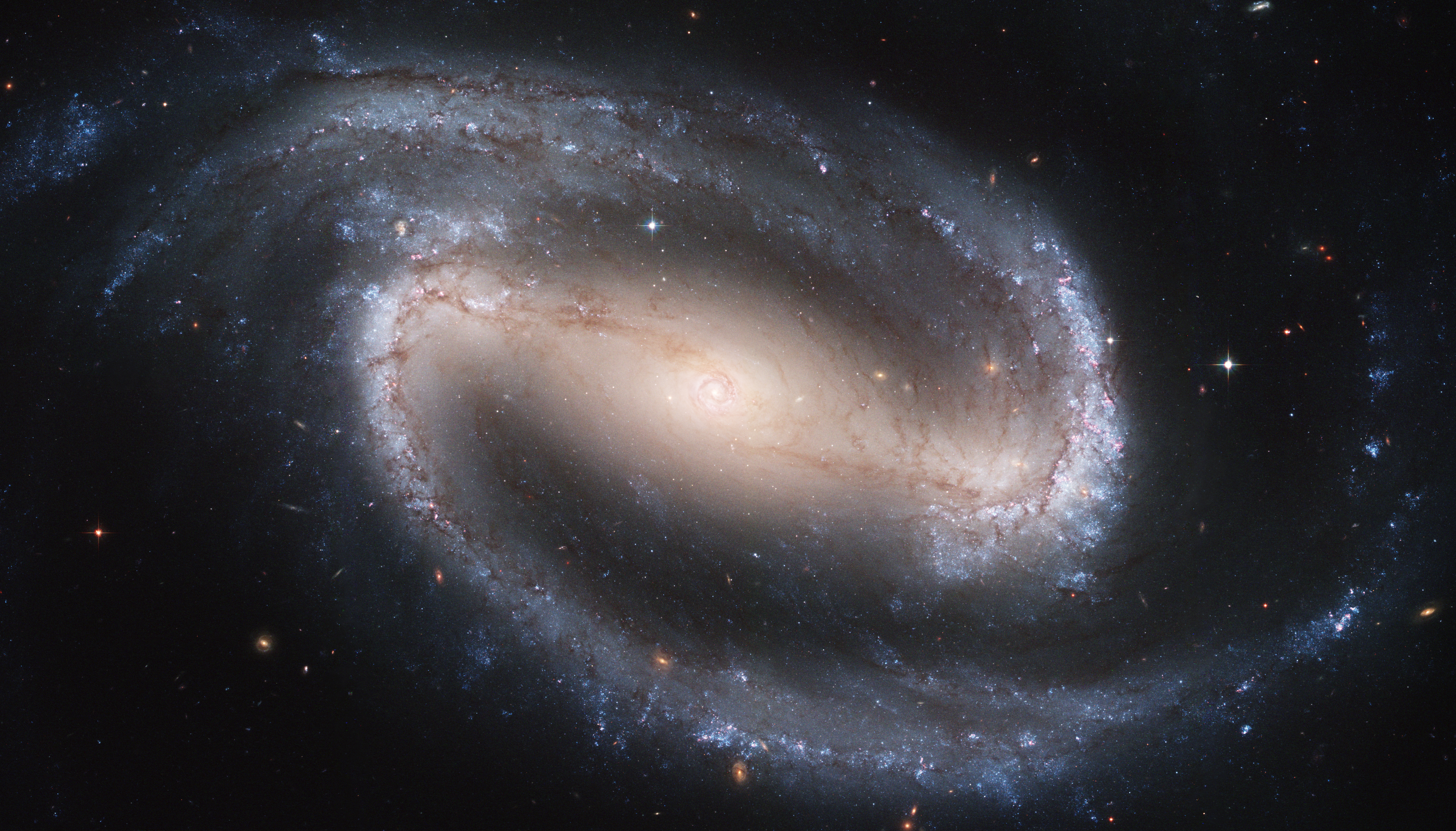
NGC 1300, un esempio di galassia spirale barrata. Telescopio spaziale Hubble/NASA/ESA.

Un buon numero di galassie spirali mostrano una struttura stellare lineare a forma di barra che attraversa il nucleo, da cui si dipartono i bracci di spirale. Nella classificazione di Hubble tali galassie sono indicate con la sigla SB, accompagnata dalle lettere minuscole a, b o c, che indicano la forma e l'avvolgimento dei bracci di spirale allo stesso modo in cui vengono classificate le galassie spirali normali. Gli astrofisici ritengono che le barre siano delle strutture temporanee che si formano come risultato di un'onda di densità che irradia in direzioni opposte dal nucleo, oppure siano il risultato di forze di marea con un'altra galassia. Molte galassie spirali barrate sono attive, forse a causa dell'incanalamento dei gas all'interno del nucleo, lungo i bracci.
La nostra Galassia, la Via Lattea, è una galassia a spirale barrata di grandi dimensioni, con un diametro di circa 100 000 anni luce (30 kpc) e uno spessore di circa 3 000 anni luce (1 kpc); contiene circa 200 miliardi di stelle (2×1011) ed ha una massa totale di circa 600 miliardi (6×1011) di masse solari.

### Forme peculiari

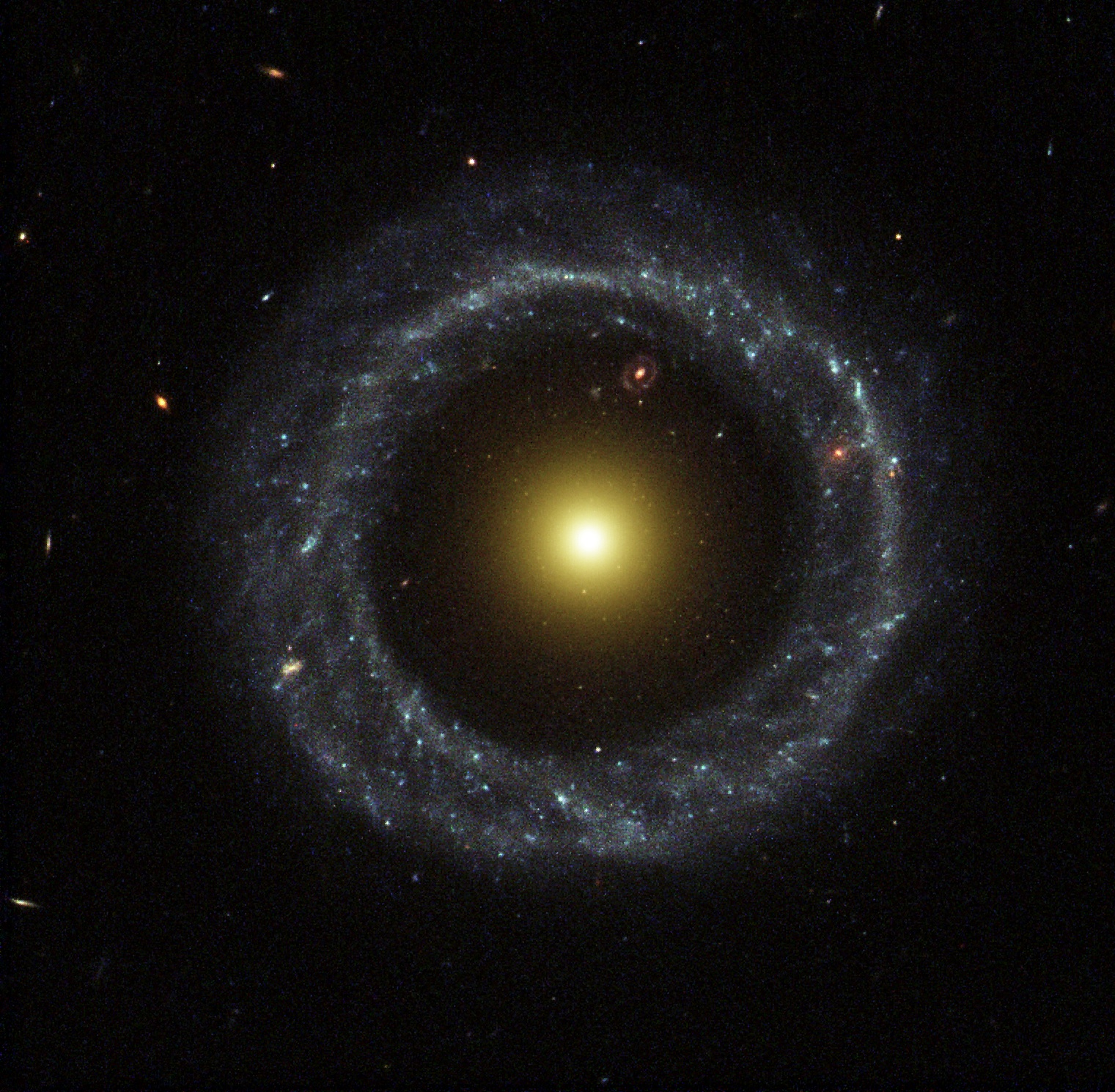
L'Oggetto di Hoag, un esempio di galassia ad anello. Telescopio spaziale Hubble/NASA/ESA.

Le galassie cosiddette peculiari sono formazioni che sviluppano proprietà insolite, dovute all'interazione e alle forze mareali di altre galassie. Un esempio di questa classe di oggetti è la galassia ad anello, che possiede una struttura anulare di stelle e mezzo interstellare che circonda una barra centrale. Si pensa che una galassia ad anello si possa formare qualora una galassia più piccola passi attraverso il nucleo di una galassia spirale. Probabilmente un evento come questo si è verificato nella Galassia di Andromeda, la quale, se osservata nell'infrarosso, mostra una struttura ad anello multipla.
Una galassia lenticolare è invece una forma intermedia che ha sia le proprietà delle galassie ellittiche sia quelle delle galassie spirali. Sono classificate secondo la sequenza di Hubble con la sigla S0 e possiedono dei bracci di spirale non definiti, con un alone ellittico di stelle.
In aggiunta a queste due classi esiste una grande varietà di galassie che non possono essere classificate né come ellittiche, né come spirali: di solito ci si riferisce a queste galassie con l'appellativo di galassie irregolari. Una galassia Irr-I possiede alcune strutture che non possono allinearsi con lo schema di Hubble; una galassia Irr-II invece non possiede neppure una struttura che ricordi la sequenza di Hubble, perché potrebbero essere state distrutte da diverse interazioni. Un esempio di galassie irregolari vicine alla nostra Galassia sono le due Nubi di Magellano.

### Nane

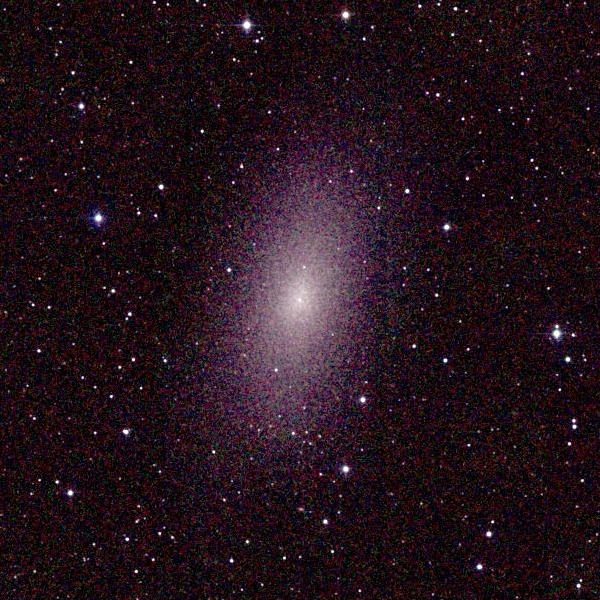
La galassia nana sferoidale M110. Telescopio Spaziale Hubble/NASA/ESA.

Nonostante l'apparente prevalenza delle grandi galassie ellittiche o a spirale, la gran parte delle galassie dell'Universo è costituito in realtà da galassie nane; queste deboli galassie possiedono circa un centesimo del diametro della Via Lattea e contengono al massimo appena qualche miliardo di stelle.
Molte galassie nane orbitano come satelliti attorno a una singola grande galassia; la Via Lattea, per esempio, possiede poco meno di una ventina di galassie satelliti, ma secondo alcuni studi ne esisterebbero altre ancora da scoprire; alcune ipotesi suggeriscono che il loro numero possa aggirarsi sui 300 - 500. Le galassie nane sono a loro volta classificate come ellittiche, spirali ed irregolari. Dato che le galassie nane ellittiche spesso mostrano somiglianze con le galassie ellittiche giganti, sono spesso chiamate galassie nane sferoidali.

### “Green bean” (fagiolino)
Recentemente è stata scoperta una nuova classe di galassie denominate “green bean” (fagiolino) a causa del loro colore e al fatto che assomigliano ma in grande alle galassie “green pea” (galassie “pisello verde”). Essa date le "modiche" dimensioni risplende interamente la luce riflessa di un buco nero centrale supermassiccio. La prima galassia osservata con queste caratteristiche si trova nella costellazione dell'Acquario a una distanza di circa 3,7 miliardi di anni luce. La successiva analisi dei dati da parte dell'équipe ha rivelato che il buco nero non è molto attivo al centro, sicuramente meno di quanto ci si attendesse dalla dimensione e dall'intensità della regione illuminata. Gli esperti pensano che le regioni incandescenti siano un'eco del passato, di quando cioè il buco nero centrale era molto più attivo, e che diventeranno sempre meno brillanti a mano a mano che le ultime radiazioni dal buco nero attraversando la galassia si perderanno nello spazio.
Attualmente sono state trovate altre 16 galassie con proprietà simili, confermate poi da osservazioni effettuate al telescopio Gemini Sud.

## Dinamiche e attività insolite

### Rotazione

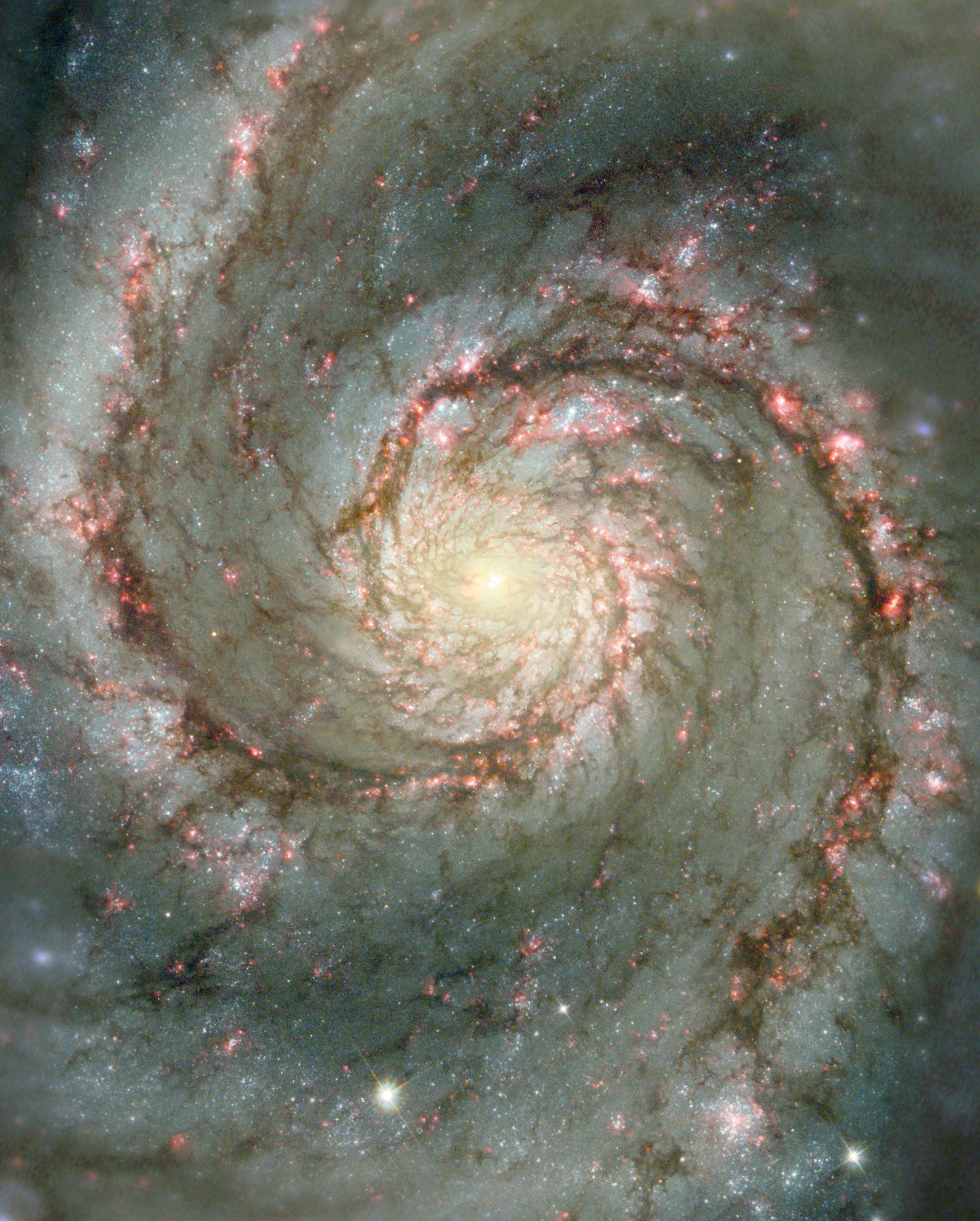
La Galassia Vortice (M51) è un tipico esempio di galassia spirale vista "di faccia".

Le stelle all'interno delle galassie sono in costante movimento; nelle galassie ellittiche, a causa del bilanciamento fra velocità e gravità, i movimenti sono relativamente contenuti, le stelle si muovono in direzioni casuali ed i movimenti rotazionali attorno al nucleo sono minimi; ciò conferisce a queste galassie la tipica forma sferica.
Nelle galassie a spirale le dinamiche sono notevolmente più complesse. Il nucleo, di forma sferoidale, possiede un'elevata densità di materia, il che comporta che questo si comporti in modo simile a un corpo rigido. Nei bracci di spirale (che costituiscono il disco galattico), invece, la componente di rotazione è preponderante, il che spiega la forma appiattita del disco. La velocità orbitale della gran parte delle stelle della galassia non dipende necessariamente dalla loro distanza dal centro. Se si suppone, per l'appunto, che le parti più interne dei bracci di spirale ruotino più lentamente delle parti esterne (come avviene, per esempio, in un corpo rigido), le galassie spirali tenderebbero ad "attorcigliarsi" e la struttura a spirale diverrebbe staccata dal nucleo. Questo scenario è in realtà l'opposto di quanto si osserva nelle galassie spirali; per questo motivo gli astronomi suppongono che i bracci delle spirali siano il risultato di diverse onde di densità emanate dal centro galattico. Da ciò ne consegue che i bracci di spirale cambiano di continuo morfologia e posizione. L'onda di compressione aumenta la densità dell'idrogeno molecolare, che, manifestando fenomeni di instabilità gravitazionale, collassa facilmente dando luogo alla formazione di protostelle; di fatto, i bracci appaiono più luminosi del resto del disco non perché la loro massa sia notevolmente più elevata, ma perché contengono un gran numero di stelle giovani e brillanti.
Fuori dalle regioni del bulge o dal bordo esterno, la velocità di rotazione galattica è compresa fra 210 e 240 km/s. Pertanto, il periodo orbitale di una stella che orbita nei bracci di spirale è direttamente proporzionale solo alla lunghezza della traiettoria percorsa, a differenza di quanto può invece essere osservato nel sistema solare, dove i pianeti, percorrendo orbite differenti nel rispetto delle leggi di Keplero, possiedono anche significative differenze nella velocità orbitale; quest'andamento delle orbite dei bracci di spirale costituisce uno degli indizi più evidenti dell'esistenza della materia oscura.

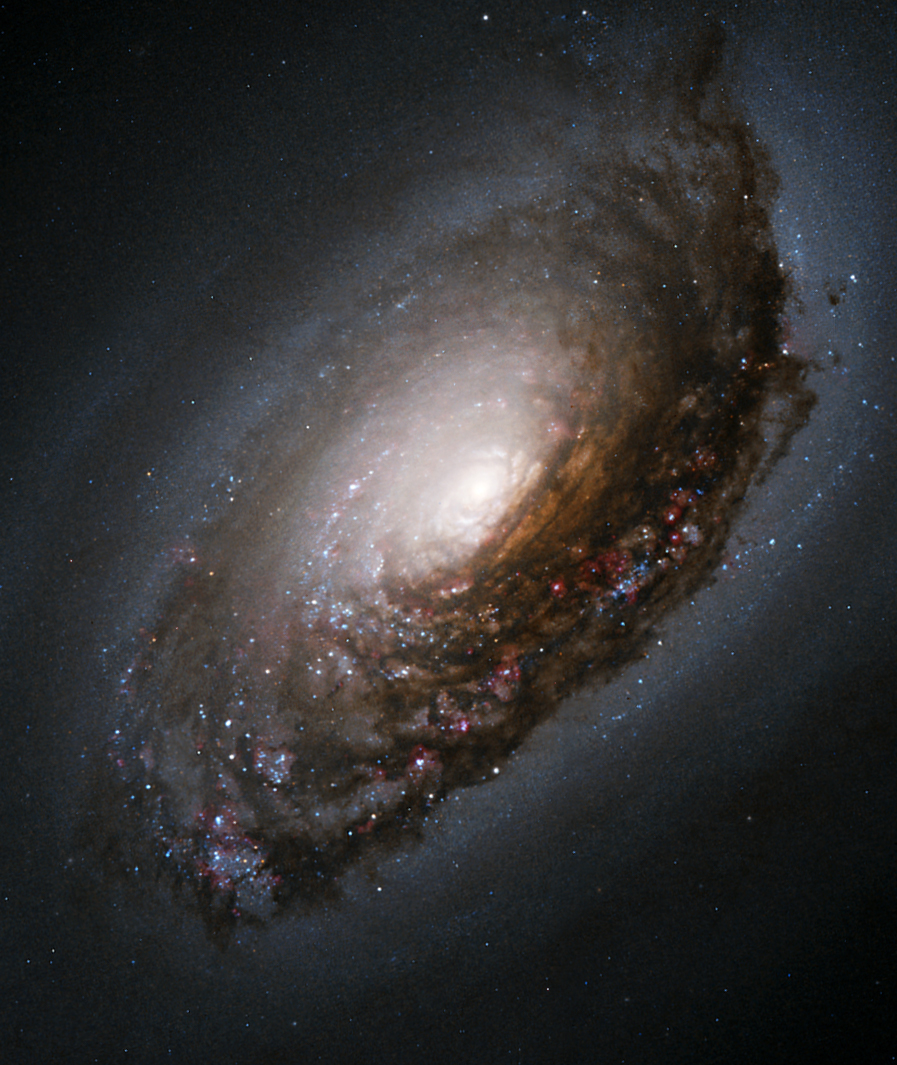
M64 possiede, a differenza delle normali galassie a spirale, alcune regioni esterne che ruotano in senso contrario al resto della galassia.

#### Senso di rotazione
Il senso di rotazione di una galassia a spirale può essere misurato studiando l'effetto Doppler riscontrato sulla galassia stessa, che rivela se le sue stelle sono in avvicinamento o in allontanamento da noi; tuttavia, questo è possibile solo a determinate condizioni: innanzitutto, la galassia non deve presentarsi "di faccia" o "di taglio", ossia l'angolo di visuale non deve essere uguale a 0º o 90º, questo perché se una galassia che si mostra perfettamente di faccia, le sue stelle giacciono approssimativamente alla stessa distanza da noi, in qualunque punto della loro orbita esse si trovino. Nel secondo caso - quello delle galassie con angolo di visuale inclinato - occorre dapprima stabilire quale parte di essa è più vicina e quale è più lontana.
Alcune galassie possiedono dinamiche del tutto particolari e insolite; è questo il caso della Galassia Occhio Nero (nota anche con la sigla del Catalogo di Messier M64). M64 è all'apparenza una normale galassia a spirale, oscurata in più punti da fitte nebulose oscure; tuttavia, recenti analisi dettagliate hanno portato alla scoperta che i gas interstellari delle regioni esterne ruotano in direzione contraria rispetto ai gas e le stelle delle regioni interne.
Alcuni astronomi ritengono che la rotazione contraria abbia avuto inizio quando M64 assorbì una propria galassia satellite, entrata in collisione con essa probabilmente più di un miliardo di anni fa. Nelle regioni di contatto tra le opposte rotazioni, i gas collisero e si compressero contraendosi, dando vita a una zona di formazione stellare molto attiva. Della piccola galassia scontratasi con M64 ora non resta quasi più nulla; le sue stelle o sono state assimilate dalla galassia principale o sono state disperse nello spazio come stelle iperveloci, ma i segni della collisione sarebbero visibili nel moto contrario dei gas nelle regioni esterne di M64.

### Interazioni
Le distanze che intercorrono in media tra le galassie appartenenti a uno stesso ammasso è lievemente maggiore dell'ordine di grandezza del diametro delle galassie di dimensioni più grandi; per questo motivo, le interazioni fra le galassie sono relativamente frequenti, e svolgono un ruolo determinante nella loro evoluzione. Gli scambi di materia tra le galassie sono piuttosto frequenti e sono causate dalle distorsioni dovute alle forze mareali, all'origine spesso anche di scambi di gas e polveri tra i due sistemi galattici.

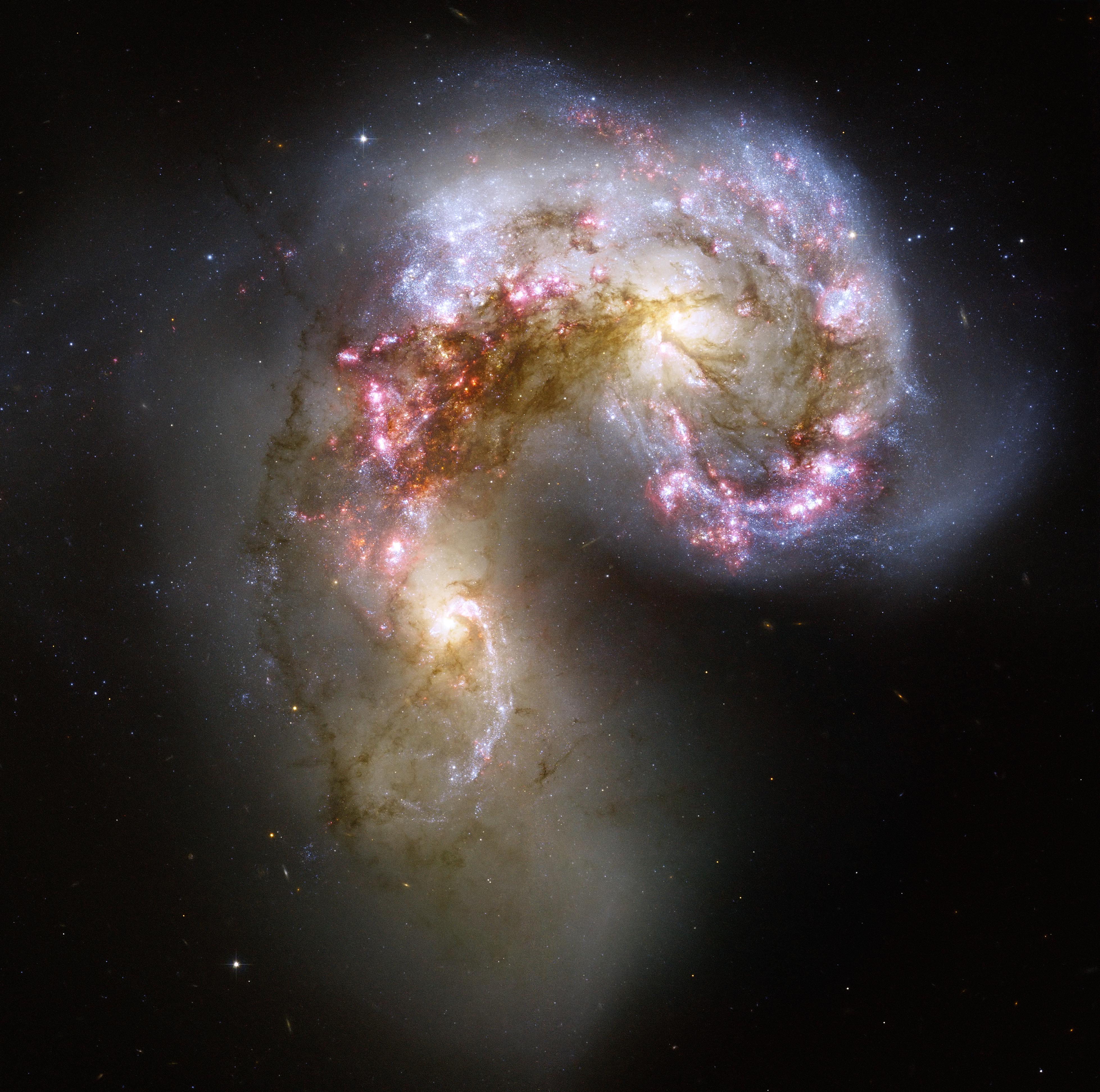
Le Galassie Antenne sono in via di collisione. Telescopio spaziale Hubble NASA/ESA.

Le collisioni avvengono quando due galassie passano direttamente l'una attraverso l'altra con una velocità sufficiente a non farle andare incontro a una fusione. Le stelle di queste galassie risentono lievemente dell'interazione: le loro traiettorie restano imperturbate ed è raro il verificarsi di fenomeni di interazione diretta. Tuttavia, i gas e le polveri delle due galassie vanno necessariamente incontro a una interazione: le forze esercitate sulle nubi in collisione possono far scattare un violento fenomeno di formazione stellare (noto come starburst) e il mezzo interstellare si disgrega e si comprime. Una collisione può distorcere enormemente la forma di una o di entrambe le galassie, formando barre, anelli o strutture piatte.
Se l'interazione è particolarmente forte, le galassie si fondono fra loro; in questo caso la velocità a cui i due sistemi si urtano non è sufficiente per consentire un "tranquillo" transito l'una dentro l'altra. Al contrario, tenderanno a unirsi gradualmente per formare un'unica grande galassia, spesso di forma ellittica. Nel caso in cui una delle galassie sia molto più grande dell'altra, il risultato è noto come cannibalismo galattico; in questo caso, la galassia più grande non subisce notevoli deformazioni dalla fusione, mentre la galassia più piccola è distrutta e le sue stelle vanno a far parte della galassia più grande. Il nucleo di alcune di queste galassie più piccole può disporsi separatamente nell'alone galattico, assumendo caratteristiche simili a quelle degli ammassi globulari. La Via Lattea è attualmente in fase di fusione con la Galassia Nana Ellittica del Sagittario e con la Galassia Nana Ellittica del Cane Maggiore.

### Starburst

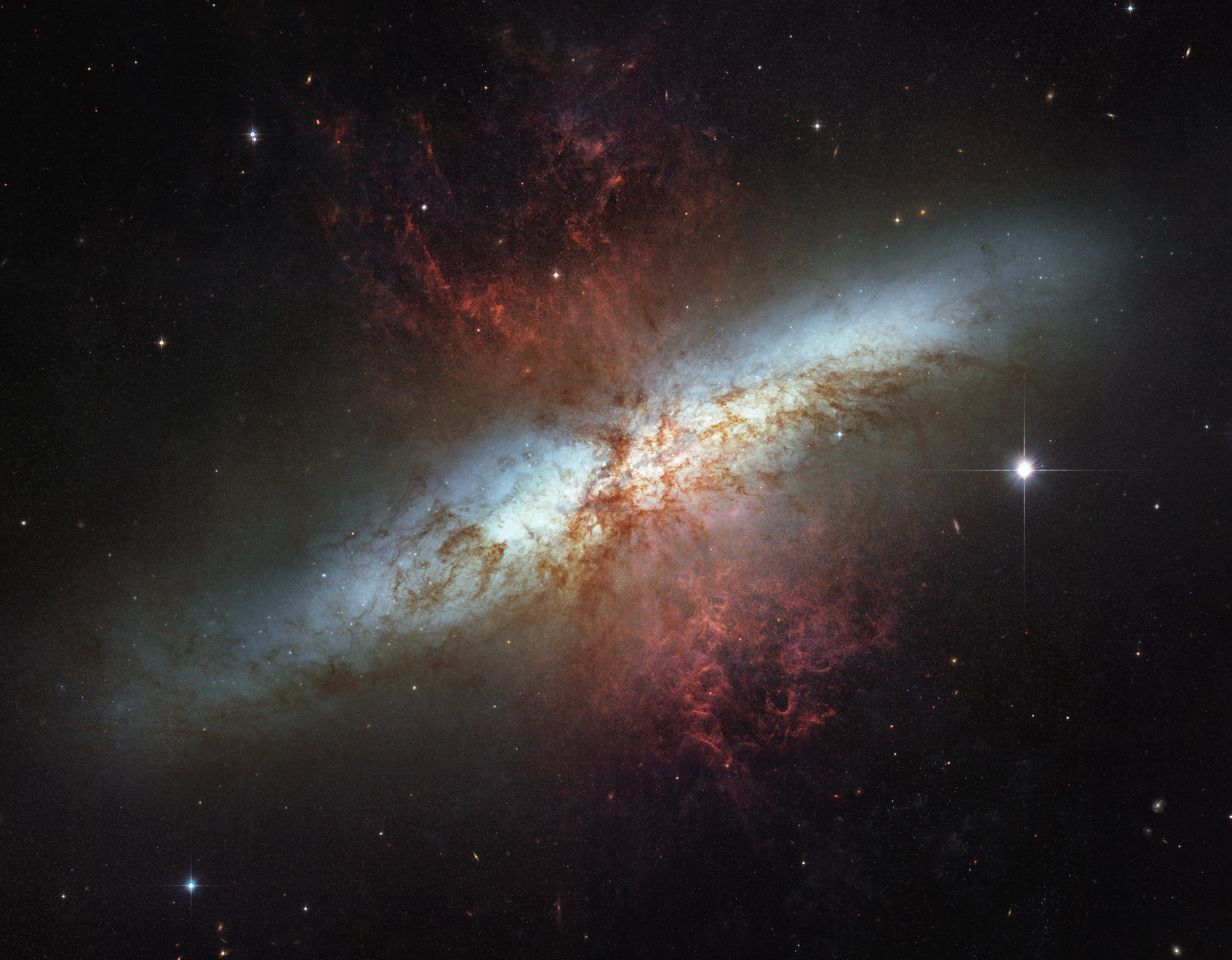
La Galassia Sigaro, citata dagli scienziati come l'archetipo di galassia starburst, ha dieci volte il tasso di formazione stellare di una galassia normale.Telescopio spaziale HubbleNASA/ESA.

Le stelle si formano nelle galassie all'interno di riserve di gas a temperatura piuttosto bassa (appena un centinaio di kelvin), che vanno a costituire i complessi molecolari e le nubi molecolari giganti. È stato osservato che alcune galassie possiedono un tasso di formazione stellare straordinariamente alto, fenomeno noto nell'ambiente scientifico come starburst (letteralmente, raffica di stelle). Se tale frenetica attività continuasse senza poi incontrare una flessione, la galassia consumerebbe la propria riserva di idrogeno in un tempo decisamente inferiore rispetto alla vita media delle altre galassie; dunque gli astrofisici sono propensi a ritenere che l'attività di starburst duri al massimo una decina di milioni di anni, un lasso di tempo quasi istantaneo se paragonato alla vita di una galassia. Nelle epoche più antiche della storia dell'Universo, i fenomeni di starburst dovevano essere molto più diffusi, mentre attualmente costituiscono circa il 15% di tutti i fenomeni di formazione stellare.
Le galassie starburst sono caratterizzate da forti concentrazioni di gas e dalla presenza di stelle giovani e brillanti, incluse stelle supermassicce di classe O, che ionizzano le nubi creando le cosiddette regioni H II. Tali stelle evolvono in tempi molto veloci (al massimo alcuni milioni di anni) ed esplodono in supernovae; si creano così dei resti di supernova in espansione, che, comprimendo i gas circostanti, innescano una reazione a catena di formazione stellare che si estende a tutta la regione nebulare. Solo quando il gas è prossimo a esaurirsi o a disperdersi i fenomeni di starburst hanno fine.
Gli starburst sono spesso associati alle galassie interagenti o in via di fusione. L'esempio tipo di una galassia a starburst di interazione è la Galassia Sigaro (M82), che sperimentò una forte interazione con la vicina galassia maggiore Galassia di Bode (M81). Le galassie irregolari spesso mostrano i segni di attività starburst.

### Nuclei attivi

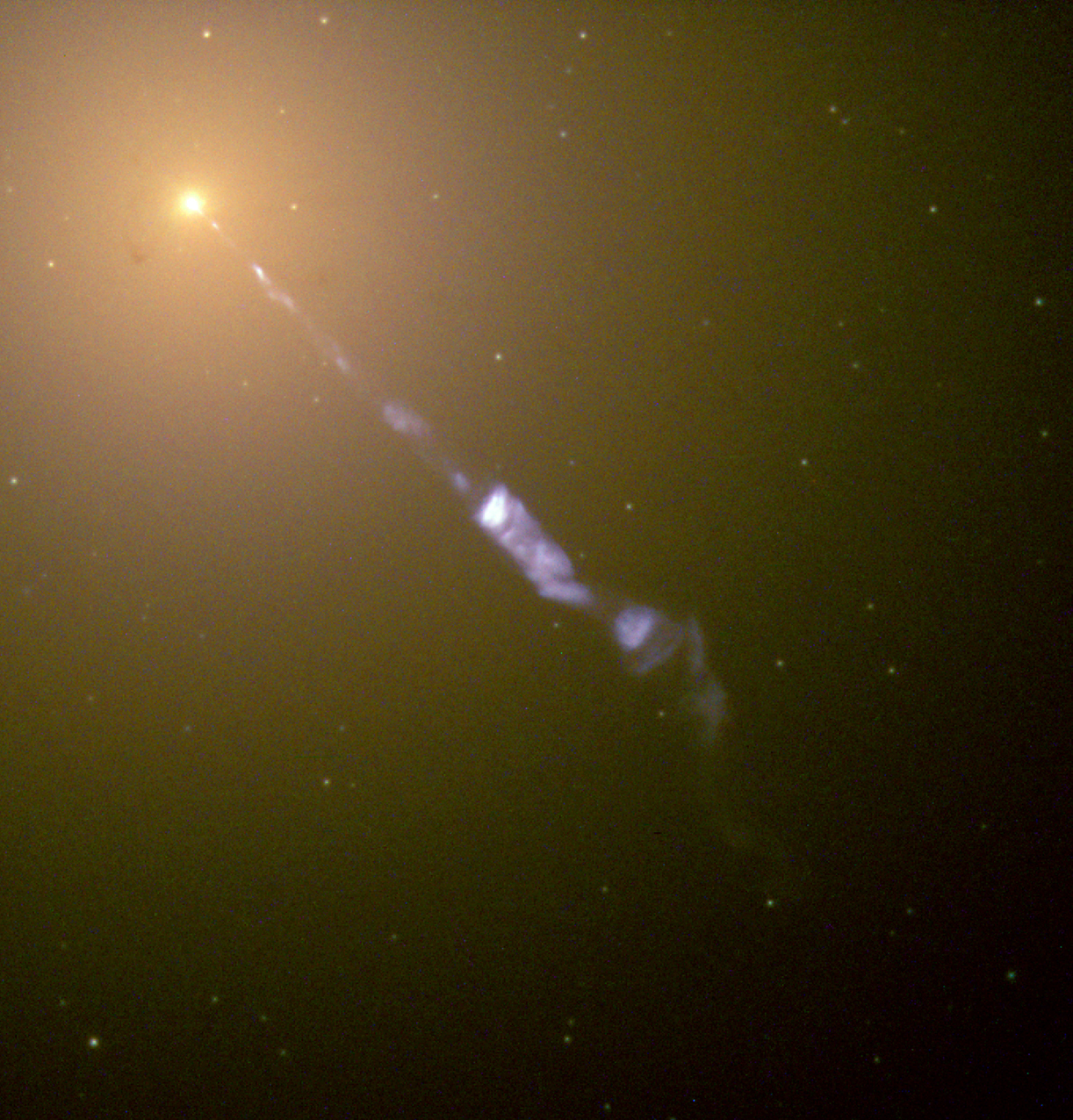
Un getto di particelle è emesso dal nucleo della radiogalassia ellittica M87. Telescopio spaziale HubbleNASA/ESA.

Alcune tra le galassie osservabili sono classificate come galassie attive; in esse buona parte dell'energia totale, ossia la somma dell'energia delle radiazioni emesse dalle singole stelle, dalle polveri e dal mezzo interstellare, è emessa verso l'esterno lungo un doppio getto che si diparte dal nucleo galattico.
Il modello standard sviluppato dagli astrofisici per spiegare il comportamento di una galassia attiva prevede un vasto disco di accrescimento che si forma attorno a un buco nero supermassiccio nella parte centrale del nucleo galattico. La radiazione emessa da una galassia attiva è il risultato dell'energia potenziale gravitazionale rilasciata dalla materia mentre essa precipita all'interno del buco nero. In circa il 10% delle galassie attive è presente un doppio getto che si estende in direzioni diametralmente opposte dal nucleo a una velocità simile a quella della luce (getto relativistico). Il meccanismo con cui si originano tali getti non è ancora ben compreso.
Le galassie attive sono classificate tramite un modello standard basato sul quantitativo di energia prodotta e sull'angolo di visuale in cui esse si presentano. Le galassie attive che emettono radiazione ad alta energia in forma di raggi X e gamma sono classificate come galassie di Seyfert o quasar, a seconda della loro luminosità. Si ritiene invece che i cosiddetti blazar siano galassie attive con un getto relativistico che punta in direzione della Terra (ossia noi osserviamo uno dei poli della galassia, da cui escono i getti), mentre una radiogalassia è una galassia attiva che emette energia anche alle frequenze radio e i cui lobi di emissione radio sono solitamente ben evidenti.
Legate alle galassie attive sono forse le regioni nucleari a linee di emissione a bassa ionizzazione, la cui emissione è dominata da elementi debolmente ionizzati. Circa un terzo delle galassie vicine a noi avrebbero un nucleo a linee di emissione a bassa ionizzazione.

## Evoluzione galattica
Gli studi sulla formazione e sull'evoluzione galattica cercano di fornire delle risposte in merito a come le galassie si siano formate e quale sia stato il loro percorso evolutivo durante la storia dell'Universo. Alcune teorie in merito sono ora pienamente accettate, ma in campo astrofisico questo fronte di studio resta ancora aperto.

### Formazione
I modelli cosmologici attuali sull'origine e sulle prime fasi dell'Universo si basano sulla teoria del Big Bang. Circa 300 000 anni dopo questo evento, la temperatura del cosmo si abbassò sino a consentire la formazione degli atomi di idrogeno ed elio, in un evento chiamato ricombinazione. Quasi tutto l'idrogeno era neutro (ovvero non ionizzato) e assorbiva la luce, mentre non si era ancora formata nessuna stella; per tale motivo questa fase viene chiamata "età oscura dell'Universo". Fu dalle fluttuazioni di densità (o irregolarità anisotropiche) di questa materia primordiale che iniziarono ad apparire le prime strutture a grande scala; come risultato, la materia barionica iniziò a condensare con l'alone di materia oscura. Queste strutture primordiali sarebbero poi diventate le galassie che oggi osserviamo.

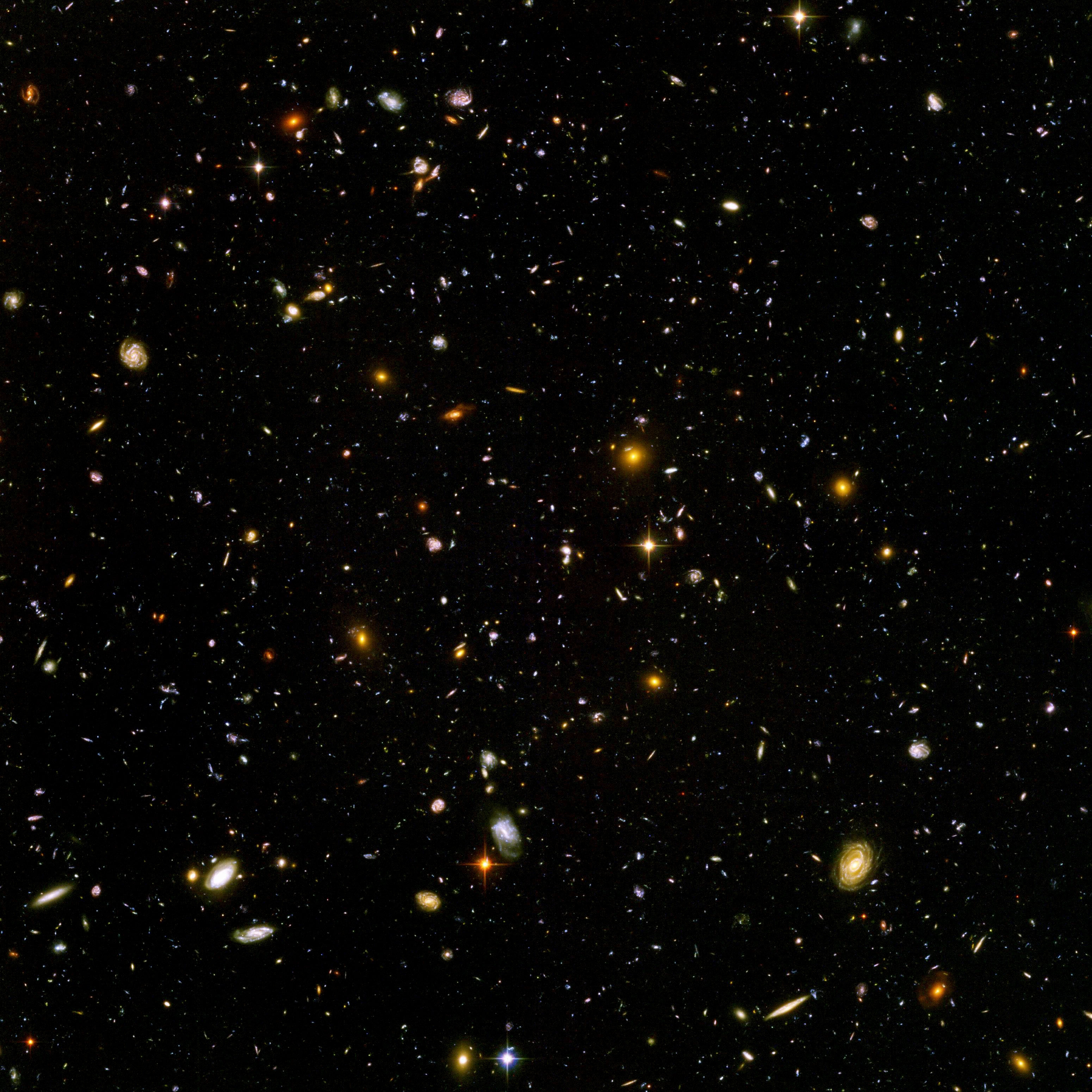
Immagine ad alta risoluzione del Campo ultra profondo di Hubble, che include galassie di varie età, grandezze, forme e colori. Le più piccole e rosse, circa 100, sono tra le più distanti che siano mai state osservate con un telescopio, esistenti da quando l'Universo aveva circa 800 milioni di anni.

Indizi sulle prime fasi della formazione galattica furono trovati nel 2006, quando si scoprì che la galassia IOK-1 possedeva un insolitamente alto spostamento verso il rosso (redshift, in gergo astronomico), calcolato in 6,96, che corrisponde a un periodo risalente a 750 milioni di anni dopo il Big bang, che ne ha fatto la galassia più remota e antica conosciuta. Mentre alcuni scienziati hanno stabilito che altri oggetti, come Abell 1835 IR1916, possedevano uno spostamento verso il rosso più elevato, a indicare che sono osservate in uno stadio antico dell'evoluzione dell'Universo, l'età e la composizione di IOK-1 è stata determinata con maggiore certezza; l'esistenza di queste antiche "protogalassie" suggerisce che esse debbano essersi evolute nella cosiddetta "Età Oscura", ossia l'età dell'Universo in cui gran parte dei fotoni interagiva con gli elettroni e i protoni in una sorta di fluido foto-barionico (plasma), "opaco" alla luce.
Il processo di formazione delle galassie è una delle tante questioni ancora aperte in campo astronomico. Le teorie esistenti sono raggruppate in due categorie: top-down e bottom-up. Nelle prime (come nel modello ELS – Eggen–Lynden-Bell–Sandage), le protogalassie si formano a seguito di un vasto e simultaneo collasso gravitazionale durato circa un milione di anni; secondo le altre teorie (come nel modello SZ – Searle-Zinn) invece si formarono inizialmente solo gli ammassi globulari e in seguito alcuni di questi corpi iniziarono a crescere fino a formare le galassie più grandi. Le teorie moderne devono essere modificate per tenere conto della probabile presenza degli aloni di materia oscura.
Dopo la formazione e la contrazione delle prime galassie, al loro interno iniziò ad apparire il primo alone di stelle (dette di popolazione III); queste stelle erano composte da elementi leggeri come idrogeno ed elio in percentuali ancora più elevate rispetto alle stelle attuali, dato che gli elementi pesanti ancora non erano stati sintetizzati, e potrebbero avere avuto una massa notevole, superiore forse a 300 M☉. Se così fosse, queste stelle avrebbero rapidamente consumato la loro riserva di idrogeno per poi esplodere come supernovae, rilasciando gli elementi più pesanti, prodotti tramite la fusione nucleare (nucleosintesi stellare) nel mezzo interstellare. Questa prima generazione di stelle ionizzò l'idrogeno neutro circostante, creando delle bolle di vento stellare in espansione, che sospinge buona parte del gas ancora presente allontanandolo dalla stella.

### Fase post formazione

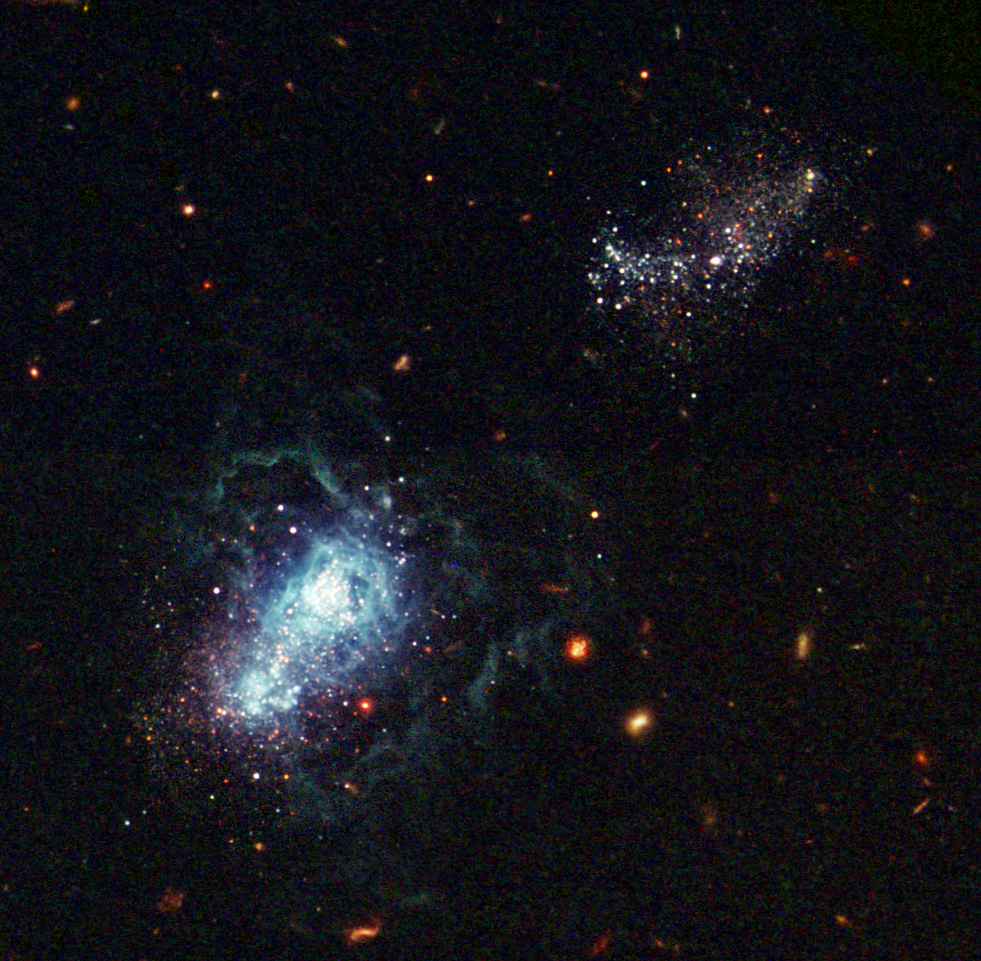
I Zwicky 18 (in basso a sinistra) ha l'aspetto di una galassia di recente formazione. Telescopio spaziale Hubble/NASA/ESA.

Secondo il modello "top-down", circa un miliardo di anni dopo la formazione delle galassie comparvero le prime strutture tipo: gli ammassi globulari, l'eventuale buco nero supermassiccio e il bulge (centro) galattico, composto da stelle di popolazione II, povere in metalli. La creazione del buco nero supermassiccio sembra giocare un ruolo fondamentale nell'afflusso di materia che andrà ad accrescere la galassia. Durante questo periodo, all'interno delle galassie si verificò un intenso e diffuso fenomeno di formazione stellare.
Durante i due miliardi di anni seguenti, la materia accumulata si dispose lungo il disco galattico. Una galassia continuerà nel corso della sua esistenza a ricevere materia, principalmente idrogeno ed elio, proveniente dalle nubi ad alta velocità e dalle galassie nane cannibalizzate. Il ciclo della nascita e morte stellare fa lentamente aumentare l'abbondanza di elementi pesanti, che favoriscono la formazione dei pianeti.
L'evoluzione delle galassie può essere interessata da eventi come le interazioni e le collisioni, molto comuni durante le epoche più antiche; la gran parte delle galassie possedeva allora una morfologia peculiare. A causa della grande distanza che intercorre tra le stelle, la quasi totalità dei sistemi stellari nelle galassie in collisione ne risultano indenni. Tuttavia, le forze mareali e gravitazionali in gioco possono creare delle lunghe correnti di stelle e polveri all'esterno delle galassie interessate, correnti note come "code mareali"; esempi di queste strutture possono essere osservate in NGC 4676 o nelle Galassie Antenne.

Uno di questi eventi interesserà molto probabilmente le due galassie principali del Gruppo Locale, la Via Lattea e la Galassia di Andromeda, le quali si stanno avvicinando alla velocità di 130 km/s e, a seconda del loro movimento laterale, potrebbero collidere tra circa cinque o sei miliardi di anni. Sebbene la Via Lattea non si sia mai scontrata con galassie grandi come la Galassia di Andromeda, ci sono comunque sempre più evidenze del fatto che la nostra Galassia si sia scontrata in passato (e tuttora stia interagendo) con galassie nane minori.
Interazioni su larga scala come queste sono piuttosto rare; con il passare del tempo le collisioni fra due galassie di pari dimensioni diventano sempre meno comuni, poiché la distanza tra le galassie tende generalmente ad aumentare. Molte delle galassie più luminose non hanno subito sostanziali cambiamenti negli ultimi miliardi di anni e anche il tasso di formazione stellare raggiunse il picco massimo cinque miliardi di anni fa.

### Evoluzione futura
Attualmente, gran parte dei fenomeni di formazione stellare avviene nelle galassie più piccole, nelle quali le nubi molecolari contengono un quantitativo di idrogeno ancora piuttosto elevato. Le galassie spirali, come la Via Lattea, producono nuove generazioni di stelle solo se e dove possiedono dense nubi molecolari di idrogeno interstellare; le galassie ellittiche sono invece di fatto quasi del tutto prive di nubi di gas, ragion per cui il loro tasso di formazione stellare è estremamente basso, se non in certi casi assente. L'afflusso di materia che provoca la formazione stellare, soprattutto dalle galassie cannibalizzate, ha un limite: infatti, una volta che le stelle avranno convertito l'idrogeno disponibile in elementi più pesanti, i fenomeni di formazione di nuove stelle avranno termine.
Gli astrofisici sono propensi a ritenere che i fenomeni di formazione stellare dureranno ancora per circa cento miliardi di anni, dopo i quali l'"era delle stelle" inizierà a declinare, in un periodo compreso fra dieci e cento bilioni di anni (1 bilione = mille miliardi, 1012), quando le stelle più piccole e longeve dell'Universo, le deboli nane rosse, termineranno il loro ciclo vitale. Alla fine dell'era delle stelle, le galassie saranno composte solo da oggetti compatti: nane brune, nane bianche tiepide o fredde ("nane nere") stelle di neutroni e buchi neri; è questa la cosiddetta "era degenere dell'Universo". Alla fine, come risultato della relazione gravitazionale, tutte le stelle potrebbero precipitare all'interno del buco nero supermassiccio centrale, oppure potrebbero essere scagliate nello spazio intergalattico in seguito a collisioni.

## Strutture a grande scala

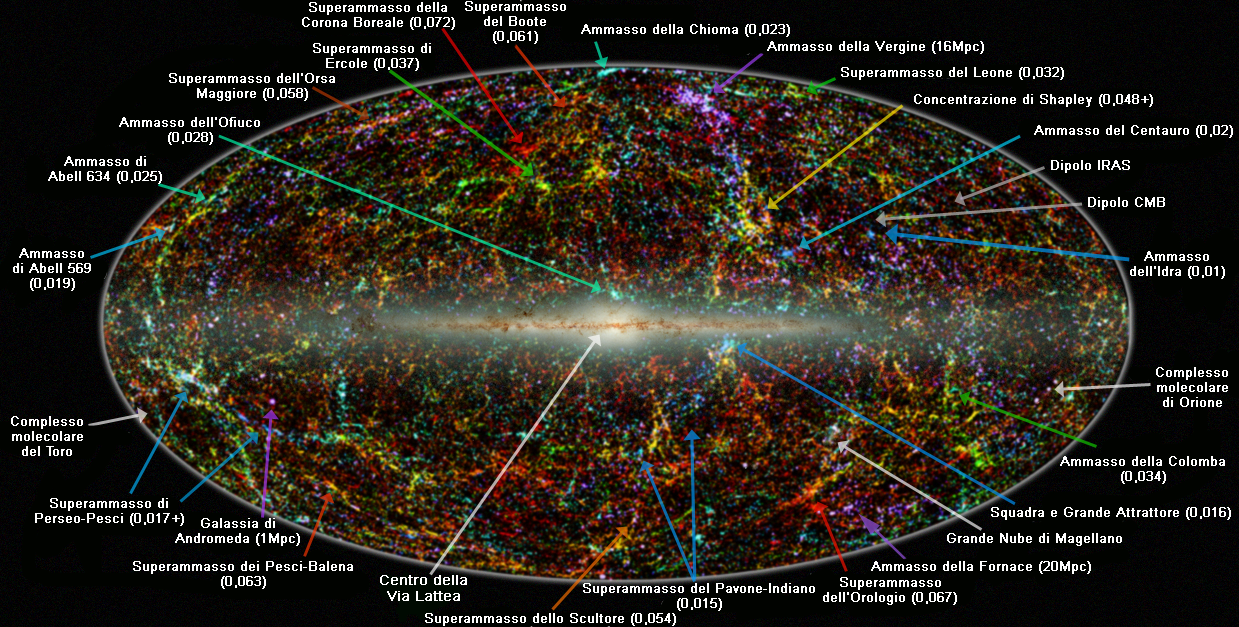
Una panoramica del cielo nell'infrarosso vicino rivela la distribuzione delle galassie oltre la Via Lattea. L'immagine deriva dal catalogo 2MASS, che comprende oltre 1,5 milioni di galassie, e dal Point Source Catalog (PSC), che comprende mezzo miliardo di stelle della Via Lattea. Le galassie sono colorate a seconda del loro spostamento verso il rosso (z): le blu sono le più vicine (z < 0,01), le verdi sono quelle a una distanza media (0,01 < z < 0,04) e le rosse sono le più lontane (0,04 < z < 0,1).

Le osservazioni dello spazio profondo mostrano che le galassie si trovano spesso in associazioni relativamente strette con altre galassie. Le galassie solitarie che non hanno avuto interazioni significative con altre galassie di massa simile negli ultimi miliardi di anni sono molto rare: solo il 5% delle galassie osservate mostra condizioni di vero isolamento. Tuttavia queste formazioni isolate potrebbero aver avuto interazioni ed eventualmente subìto delle fusioni con altre galassie nel passato, e potrebbero anche possedere delle galassie satelliti più piccole. Le galassie isolate, dette talvolta anche galassie di campo, possono produrre stelle a un tasso più alto del normale, poiché il loro gas non è strappato via dalle interazioni con altre galassie vicine.
In scala maggiore, l'Universo, nel rispetto della legge di Hubble, è in continua espansione, e risulta dall'aumento della distanza tra le singole galassie. Le associazioni galattiche possono superare questa tendenza all'espansione solo in scala locale, attraverso la loro reciproca attrazione gravitazionale. Tali associazioni si formarono nei primi stadi dell'Universo, quando insiemi di materia oscura attrassero assieme le loro rispettive galassie; successivamente i gruppi più vicini si fusero, dando luogo ad ammassi di più grandi dimensioni. Questo processo di fusione tra gruppi di galassie riscaldò il gas intergalattico compreso all'interno dell'ammasso portandolo ad alte temperature, che raggiunsero in certi casi i 30-100 milioni di K.. Questo valore di temperatura non è da considerarsi in termini classici, ma è un valore ottenuto tenendo conto dell'energia cinetica delle particelle, che per altro sono estremamente rarefatte. Circa il 70-80% della massa di un ammasso è formata da materia oscura, di cui il 10-30% va a costituire questo gas ad alta temperatura; il restante 20-30% del totale forma le galassie.

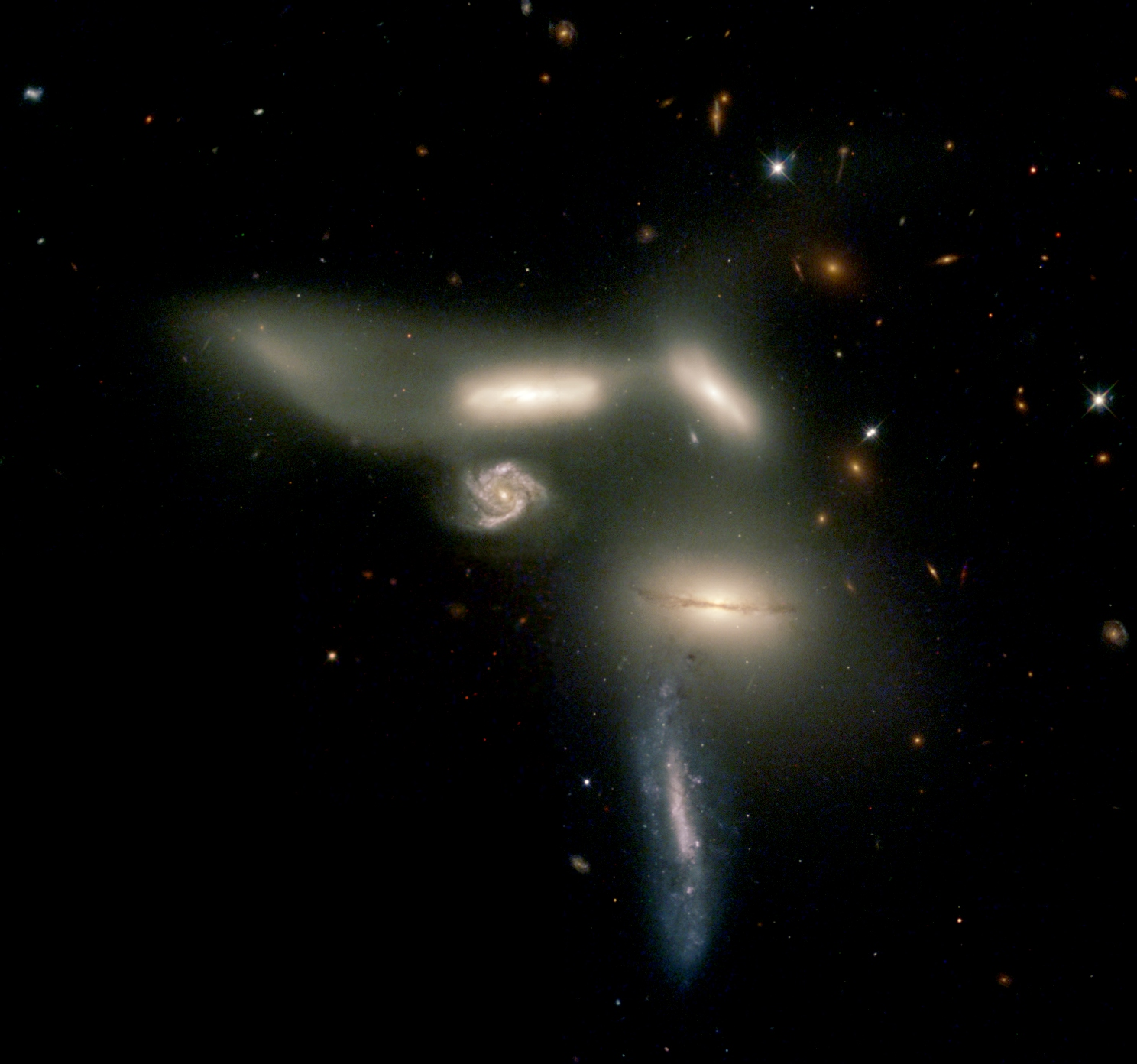
Il Sestetto di Seyfert è un esempio di gruppo di galassie molto compatto. Telescopio spaziale Hubble/NASA/ESA.

La maggior parte delle galassie dell'Universo sono legate gravitazionalmente in strutture gerarchiche di ammassi, che ricalcano la forma di un frattale, contenenti la gran parte della massa barionica dell'Universo. La tipologia più diffusa è l'associazione galattica, costituita da pochi membri. Perché l'associazione si mantenga stabile, ogni galassia membro deve avere una velocità sufficientemente bassa da evitare il proprio allontanamento (vedi Teorema del viriale); se però l'energia cinetica è troppo bassa, il gruppo potrebbe evolvere in un gruppo con meno galassie, poiché alcune di esse tenderanno a fondersi l'un l'altra.
Le strutture maggiori, che contengono invece diverse migliaia di galassie concentrate in un'area di pochi megaparsec (1Mpc = un milione di parsec), sono chiamate ammassi. Tali strutture sono spesso dominate da una singola galassia ellittica gigante, nota come galassia di ammasso più luminosa, che con il tempo disgrega le sue galassie satelliti a causa della sua grande forza di marea, acquistandone la massa.
Gli ammassi e le associazioni, spesso insieme ad alcune galassie singole, sono a loro volta raggruppati in superammassi di galassie, che contengono decine di migliaia di galassie. Al livello dei superammassi le galassie sono disposte all'interno di vaste superfici e filamenti, circondati da vaste aree vuote. Oltre questa scala, l'Universo appare essere isotropico e omogeneo.
La Via Lattea è membro di un'associazione chiamata Gruppo Locale, un gruppo relativamente piccolo di galassie che ha un diametro di circa un megaparsec. La Via Lattea e la Galassia di Andromeda sono le due galassie più luminose del gruppo, e ne regolano le dinamiche gravitazionali; gli altri membri del gruppo sono galassie nane, spesso satelliti delle due principali. Il Gruppo Locale è a sua volta parte di una struttura di forma sferoidale all'interno del Superammasso della Vergine, una struttura molto vasta di gruppi di galassie che circonda l'Ammasso della Vergine.

## Le galassie nella fantascienza

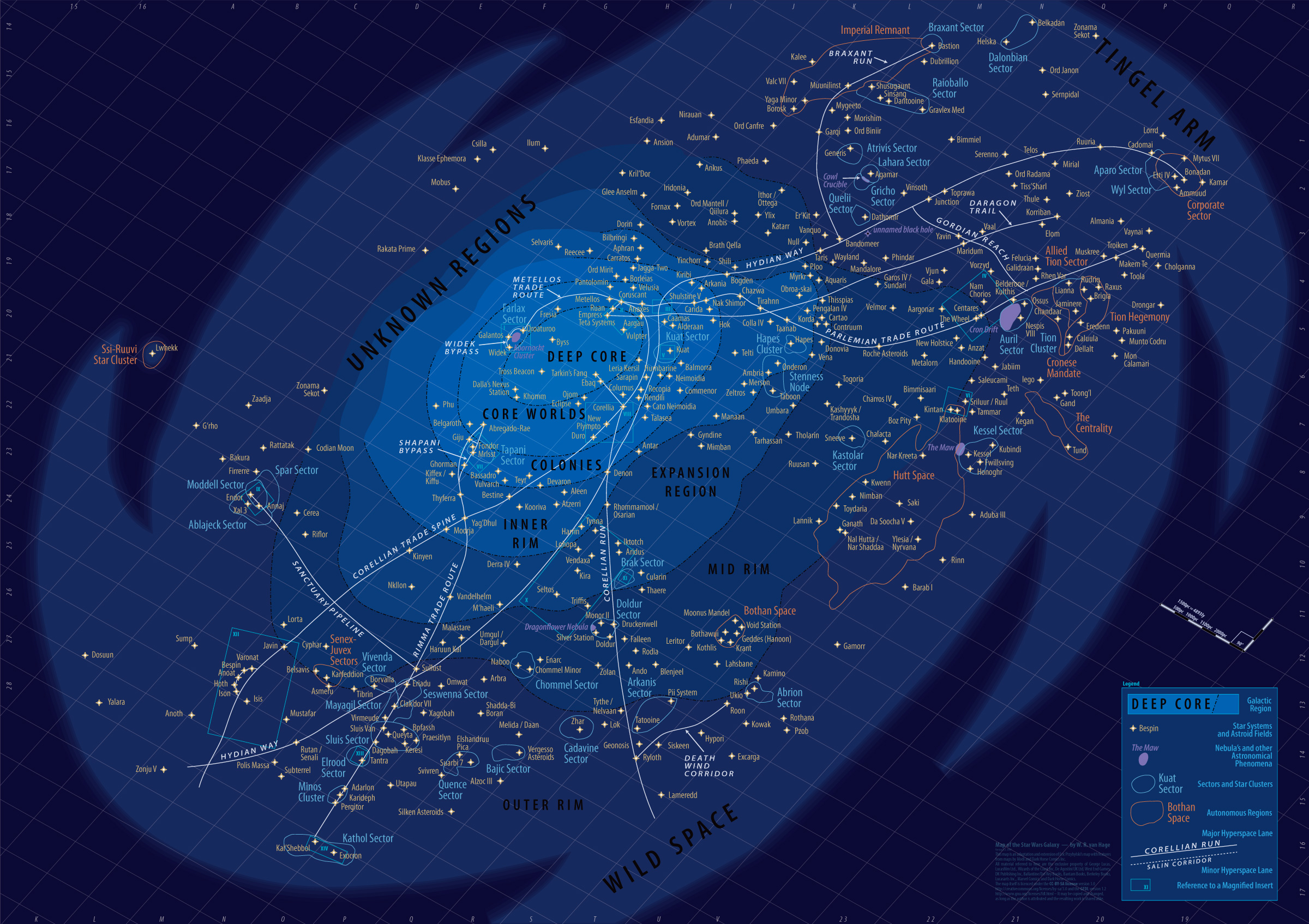
Mappa della Galassia di Guerre stellari.

Nel corso del Novecento, con lo sviluppo degli studi astronomici e a seguito della consapevolezza che l'Universo è in realtà popolato da miliardi di galassie, la fantascienza ha conosciuto una sorta di sviluppo parallelo; le nuove scoperte hanno stimolato la fantasia di scrittori e registi, che hanno creato diverse galassie immaginarie in cui ambientare numerose saghe, guerre galattiche e civiltà aliene.
La più conosciuta delle galassie immaginarie è la Galassia di Guerre stellari. La Galassia di Guerre stellari avrebbe una forma grosso modo spirale, o al più una via intermedia tra la forma spirale e quella ellittica; è popolata da un gran numero di civiltà che parlano, oltre a una loro propria lingua, anche un idioma comune (il Basic Galattico). Alcune aree sono inesplorate o di difficile accesso, anche a causa di forti anomalie magnetiche, mentre i bracci esterni e di media distanza sono ben noti e popolati.
Nel film Stargate, una galassia posta in una zona remota dell'Universo, chiamata Galassia di Kalian, contiene un pianeta che può essere raggiunto tramite uno speciale apparecchio a forma di grande anello, noto come stargate; qui vive una civiltà umana simile a quella egizia, che adora come divinità un essere alieno che si fa chiamare Ra.
Nei vari telefilm che seguono, vengono scoperti tanti sistemi di coordinate diverse per lo stargate, che permettono di raggiungere mondi più o meno distanti dell'Universo. Nella serie Stargate Atlantis, vengono scoperte delle coordinate speciali a 8 simboli (anziché i tradizionali 7) che consentono di raggiungere una lontana galassia posta in direzione della costellazione di Pegaso, dove si trova la città perduta di Atlantide, una grande città ultratecnologica abbandonata da una civiltà primordiale nota come "Gli Antichi". In realtà, esistono delle differenze nella trama di fondo fra il film e le serie di telefilm: nel corso di questi ultimi infatti il pianeta di Ra viene "portato" nella nostra Galassia, mentre per accedere a galassie esterne alla nostra si specifica che occorre inserire nello stargate 8 simboli anziché 7.

## Galleria d'immagini

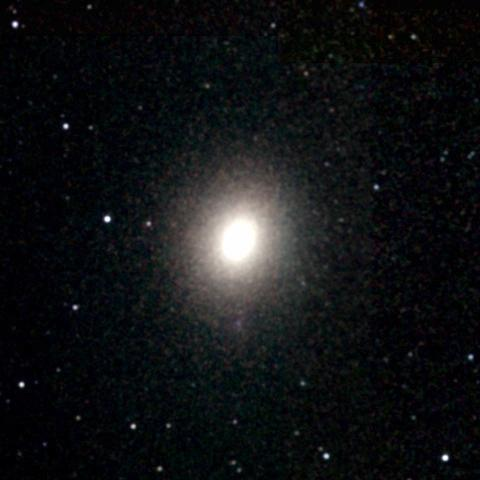
M32, una luminosa galassia ellittica satellite della Galassia di Andromeda.
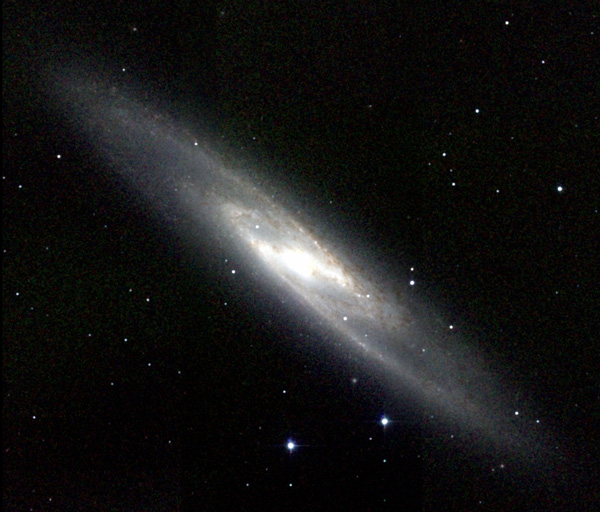
NGC 253, una galassia spirale barrata nella costellazione dello Scultore.
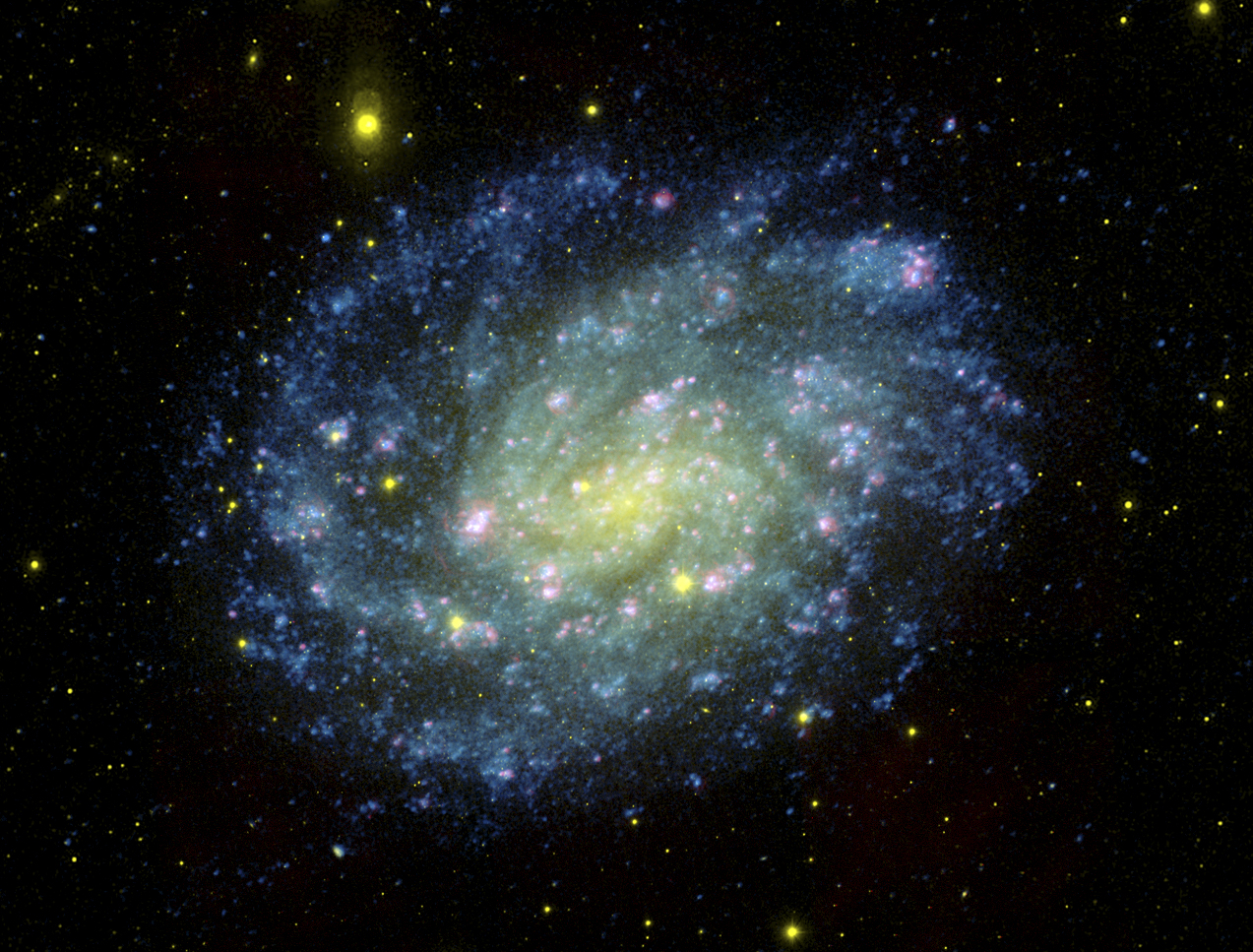
NGC 300, una galassia spirale vista di faccia.
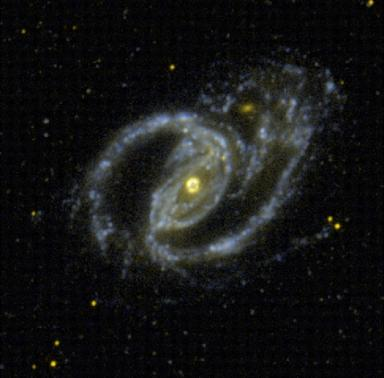
NGC 1097, una galassia a spirale con i bracci molto aperti nella costellazione della Fornace.
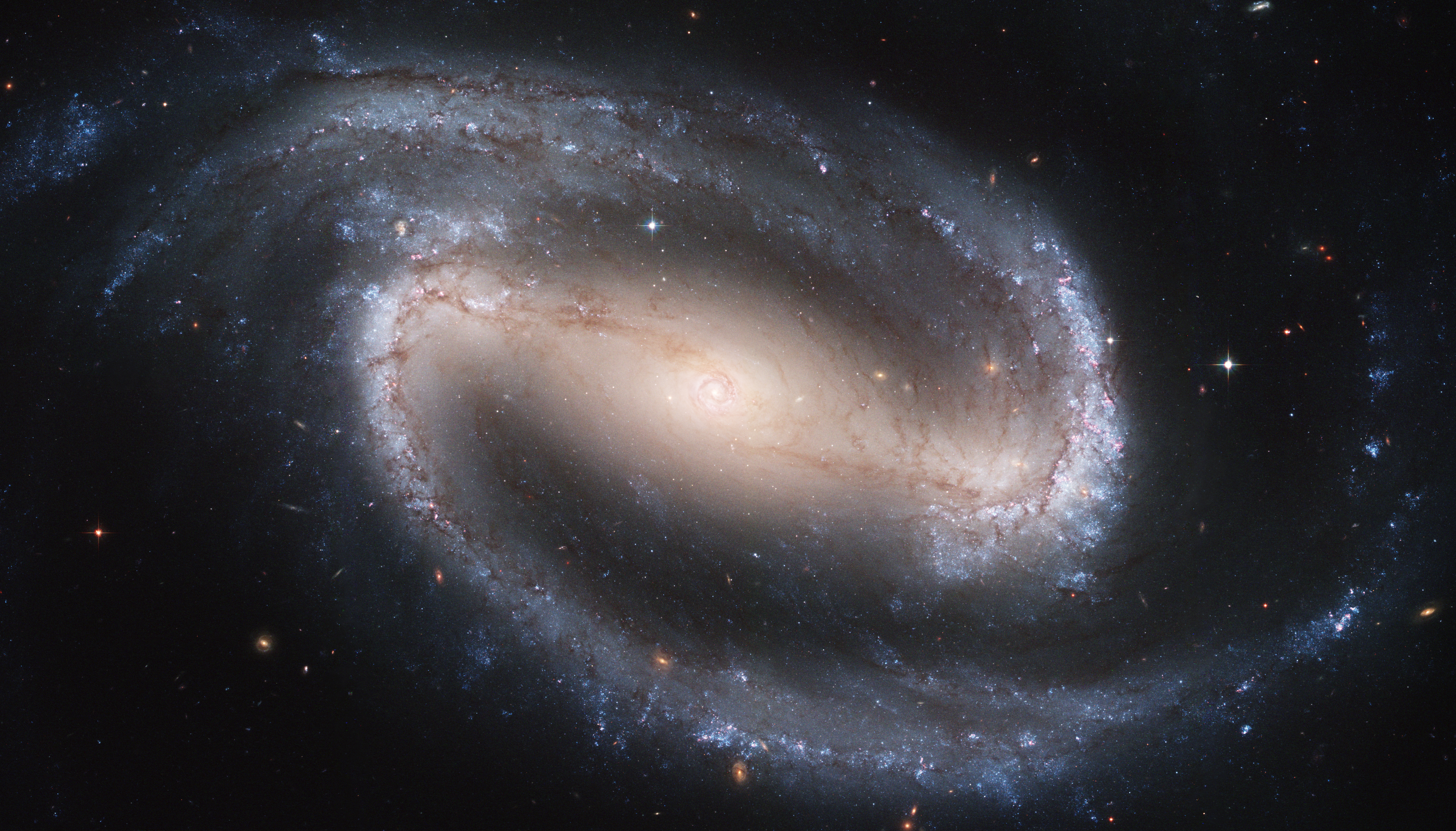
La grande galassia NGC 1300, in cui è molto ben evidente la barra trasversale che attraversa il nucleo.
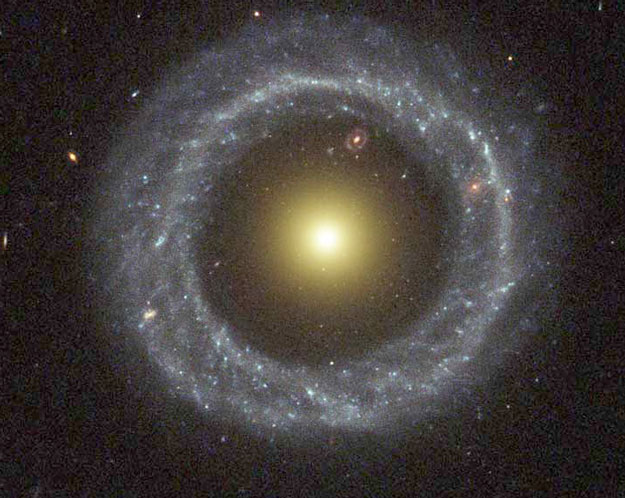
L'Oggetto di Hoag, una galassia peculiare con una struttura ad anello molto regolare.
M104, la Galassia Sombrero, una delle galassie più conosciute e fotografate dagli astrofili.
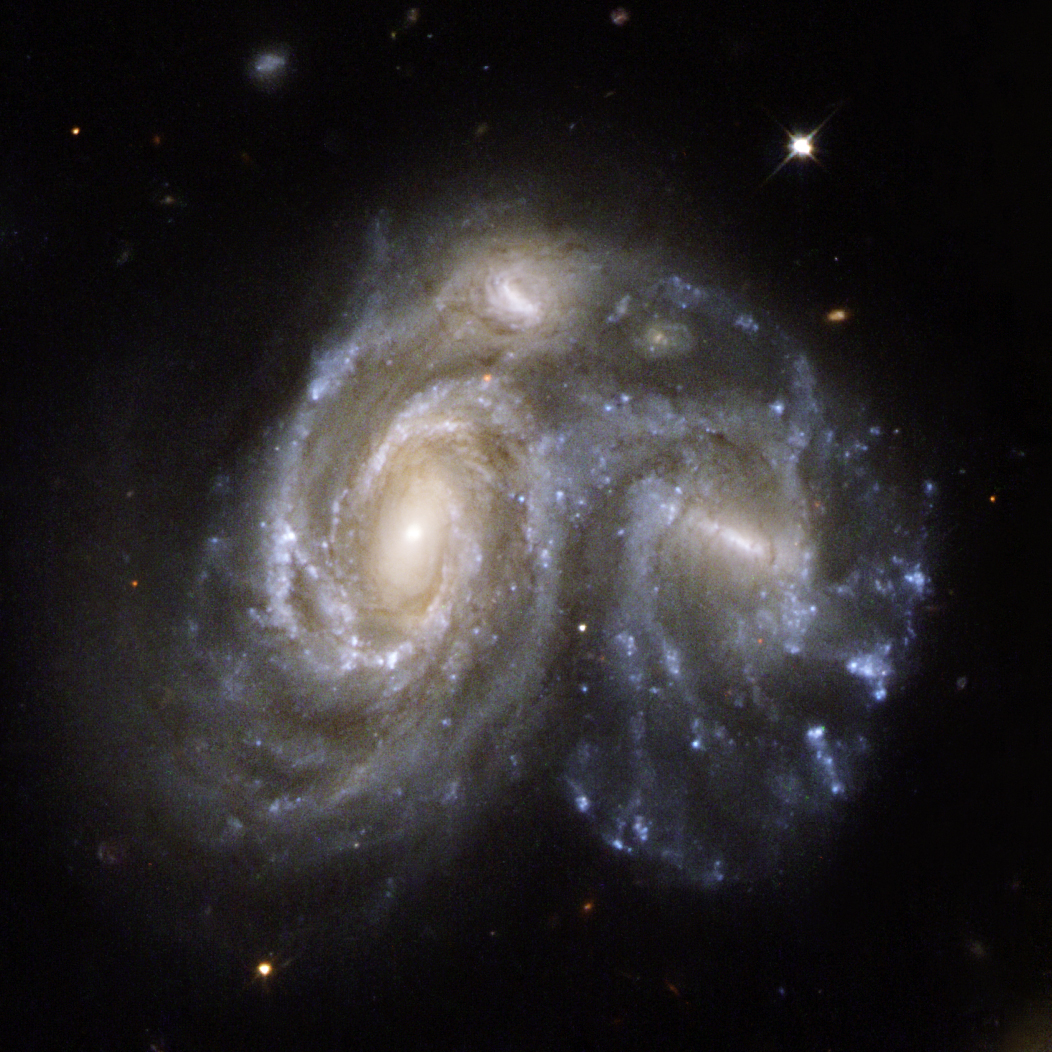
NGC 6050, un ottimo esempio di galassie interagenti, nella costellazione di Ercole.
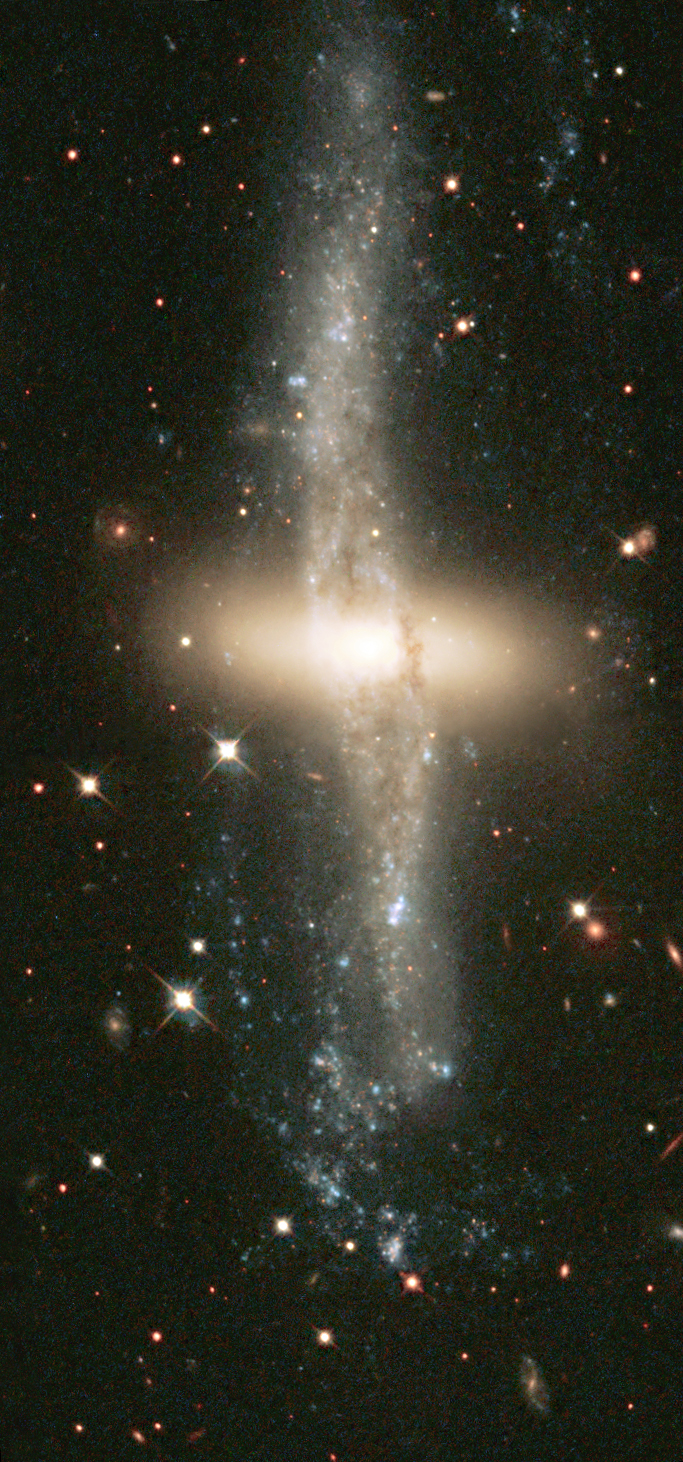
NGC 4650A, una rarissima galassia ad anello polare.
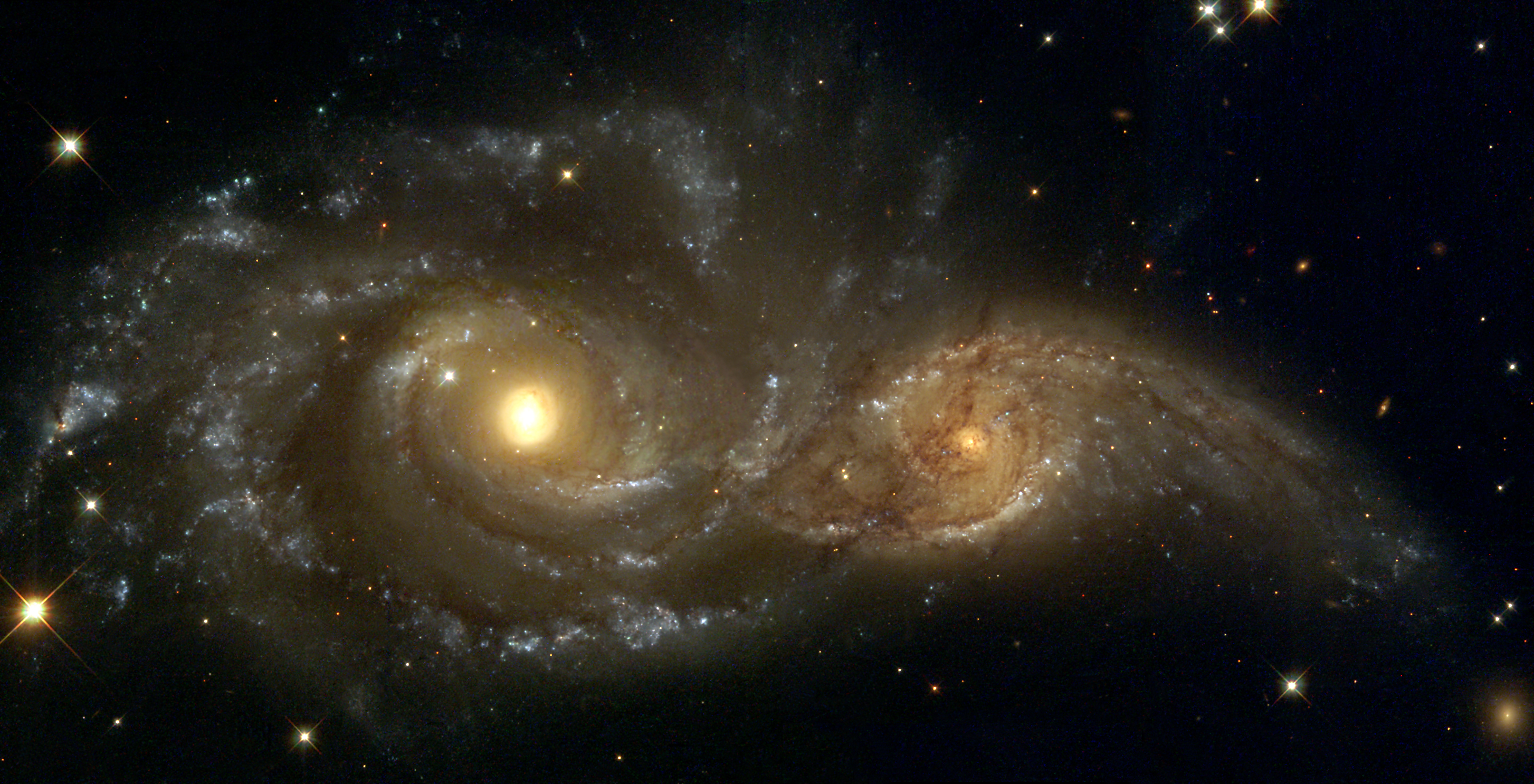
La Galassia Vortice, una galassia in via di interazione con una galassia più piccola.
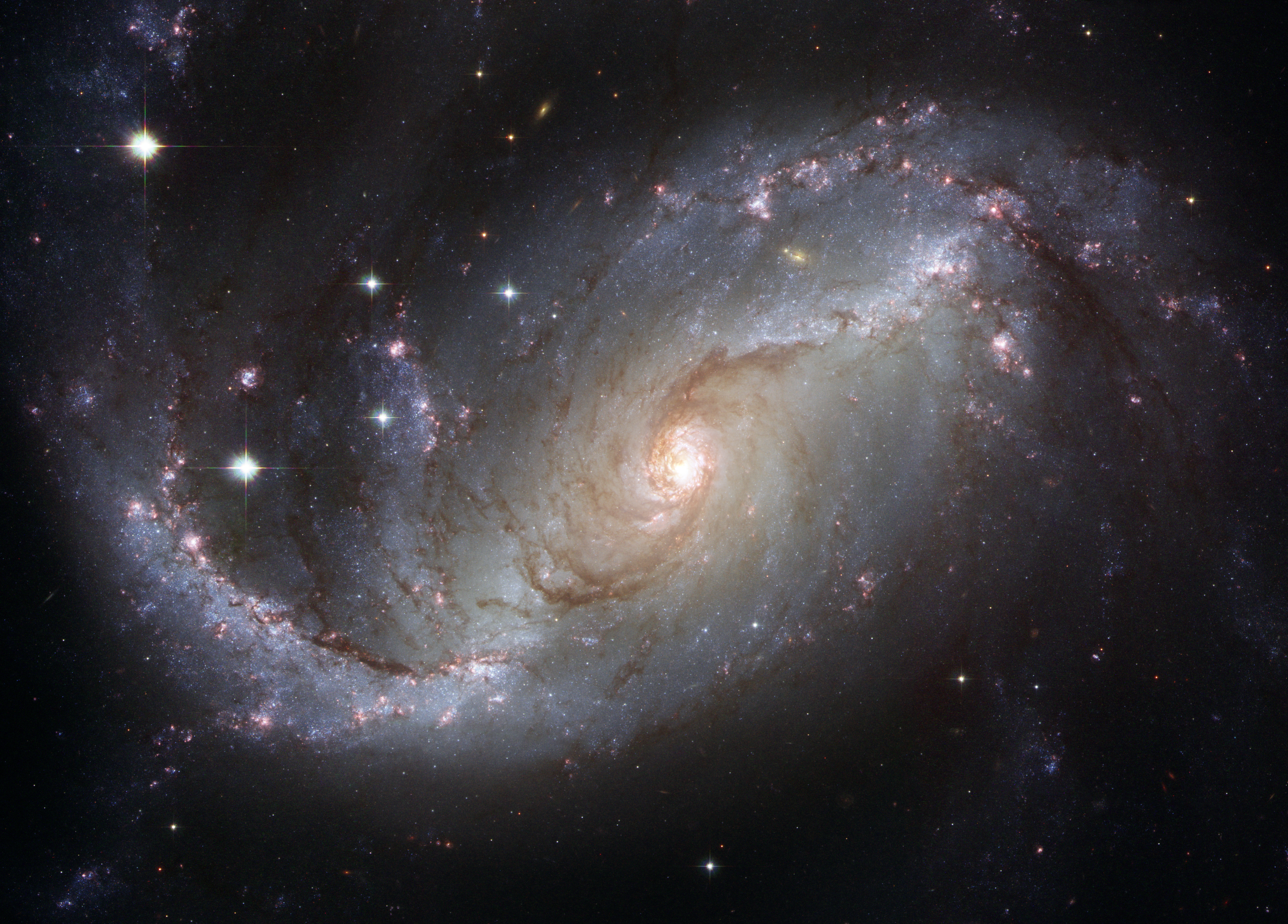
NGC 1672, una galassia a spirale dalla forma allungata.
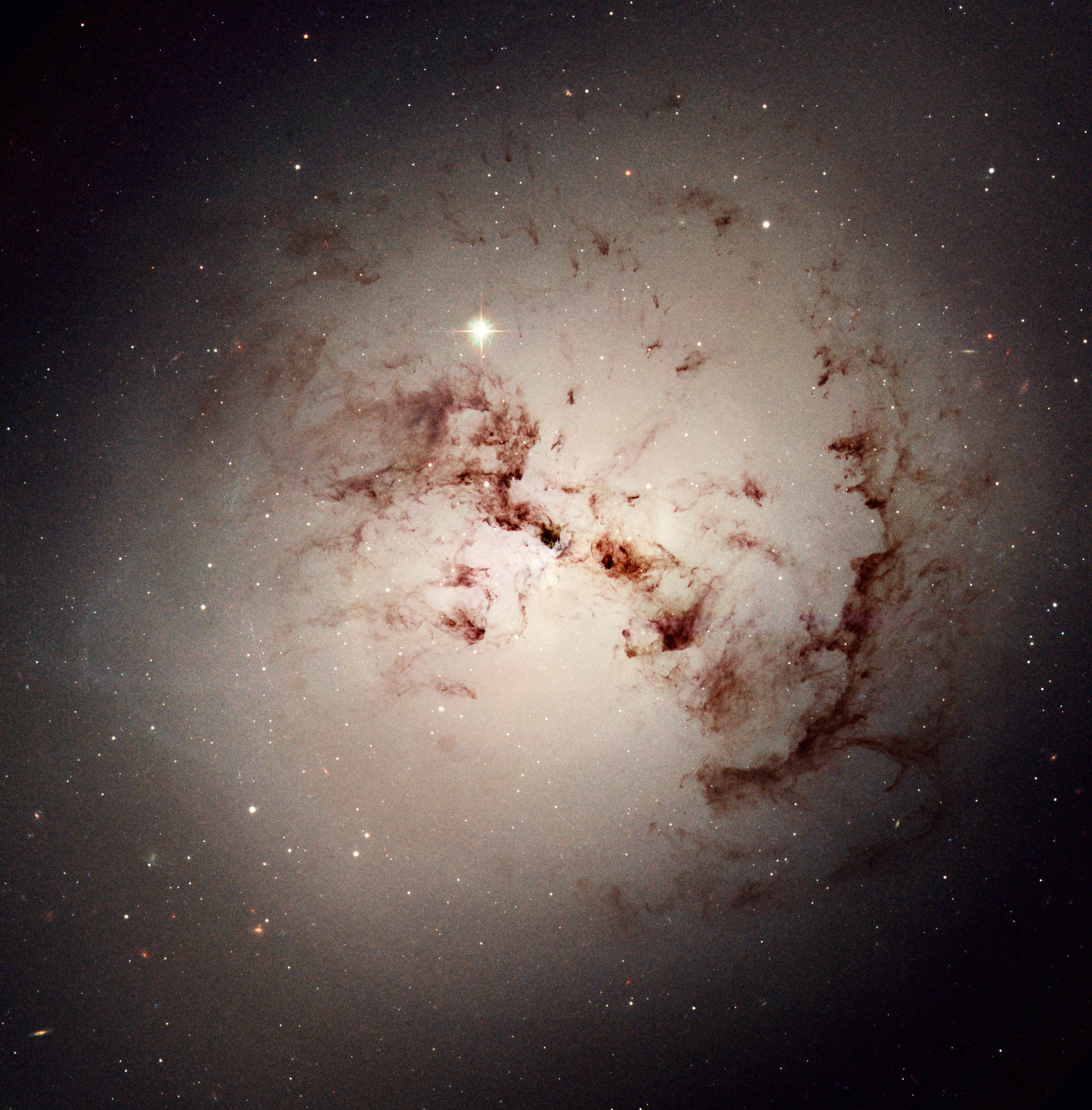
NGC 1316, una galassia lenticolare attraversata da bande oscure.
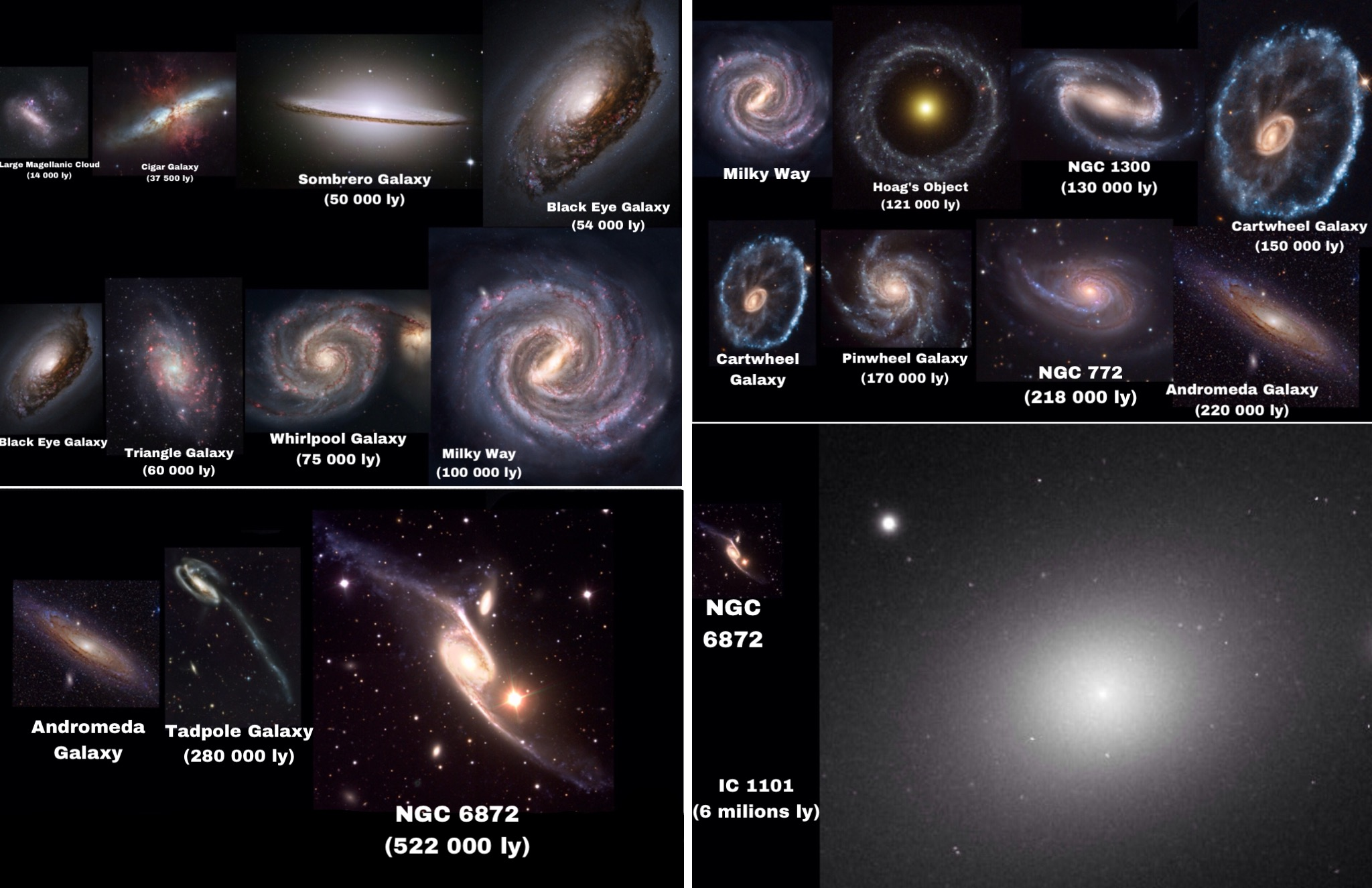
Confronto tra le dimensioni di diverse galassie

### Testi generici
- (EN) Robert Burnham, Jr, Burnham's Celestial Handbook: Volume Two, New York, Dover Publications, Inc., 1978.
- (EN) Chaisson, McMillan, Astronomy Today, Englewood Cliffs, Prentice-Hall, Inc., 1993, ISBN 0-13-240085-5.
- (EN) Thomas T. Arny, Explorations: An Introduction to Astronomy, 3ª ed., Boston, McGraw-Hill, 2007, ISBN 0-07-321369-1.
- AA.VV, L'Universo - Grande enciclopedia dell'astronomia, Novara, De Agostini, 2002.
- J. Gribbin, Enciclopedia di astronomia e cosmologia, Milano, Garzanti, 2005, ISBN 88-11-50517-8.
- Fulvio Melia, Il buco nero al centro della nostra galassia, Torino, Bollati Boringhieri, 2005, ISBN 88-339-1608-1.
- W. Owen et al., Atlante illustrato dell'Universo, Milano, Il Viaggiatore, 2006, ISBN 88-365-3679-4.
- J. Lindstrom, Stelle, galassie e misteri cosmici, Trieste, Editoriale Scienza, 2006, ISBN 88-7307-326-3.

### Testi specifici
- (EN) Terence Dickinson, The Universe and Beyond, 4th, Firefly Books Ltd., 2004, ISBN 1-55297-901-6.
- (EN) James Binney, Michael Merrifield, Galactic Astronomy, Princeton University Press, 1998, ISBN 0-691-00402-1.
- (EN) Sidney Bergh, The Galaxies of the Local Group, Cambridge, USA, Cambridge University Press, 2000, ISBN 0-521-65181-6.
- (EN) Linda S. Sparke, Galaxies in the Universe: An Introduction, Cambridge, USA, Cambridge University Press, 2000, ISBN 0-521-59740-4.
- (EN) James Binney, Galactic Dynamics, 2ª ed., Princeton University Press, 2008, ISBN 0-691-13027-2.

### Carte celesti
- Tirion, Rappaport, Lovi, Uranometria 2000.0 - Volume I & II, Richmond, Virginia, USA, Willmann-Bell, inc., 1987, ISBN 0-943396-15-8.
- Tirion, Sinnott, Sky Atlas 2000.0, 2ª ed., Cambridge, USA, Cambridge University Press, 1998, ISBN 0-933346-90-5.
- Tirion, The Cambridge Star Atlas 2000.0, 3ª ed., Cambridge, USA, Cambridge University Press, 2001, ISBN 0-521-80084-6.

### Generali
- Ammasso di galassie
- Superammasso di galassie
- Formazione ed evoluzione galattica
- Struttura a grande scala dell'universo
- Uppsala General Catalogue
- New General Catalogue

### Strutture e morfologie
- Disco galattico
- Alone galattico
- Galassia ellittica
- Galassia a spirale
- Galassia a spirale barrata
- Galassia a spirale superluminosa
- Galassia nana
- Galassia nana ultra-compatta
- Galassia peculiare

### Galassie brillanti o importanti
- Galassia del Triangolo
- Centaurus A
- Galassia Virgo A (galassia nella Vergine)
  - Grande Nube di Magellano
  - Piccola Nube di Magellano